# Liste von Persönlichkeiten der Stadt Essen
Die Liste von Persönlichkeiten der Stadt Essen enthält:
1. alle Ehrenbürger der Stadt Essen.
2. im Stadtgebiet Essen in seiner heutigen Ausdehnung geborene Persönlichkeiten, chronologisch nach Geburtsjahr aufgelistet; unerheblich, ob sie ihren späteren Wirkungskreis in Essen hatten oder nicht.
3. bekannte Einwohner der Stadt Essen, chronologisch nach Geburtsjahr aufgelistet; eine Übersicht von Persönlichkeiten, die in Essen gelebt beziehungsweise gewirkt haben, jedoch nicht dort geboren sind.

Bis auf den Absatz Ehrenbürger erhebt die Liste keinen Anspruch auf Vollständigkeit.

## Ehrenbürger
Seit 1879 wurden 25 Ehrenbürgerschaften von der Stadt verliehen. Diejenigen, welche in der Zeit des Nationalsozialismus zwischen 1933 und 1945 von der Stadt verliehen wurden, sind am 27. März 1946 auf Beschluss der damaligen Gemeindevertretung wieder aufgehoben worden. Es waren Gustav Krupp von Bohlen und Halbach, seine Frau Bertha, Heinrich Unger, Hermann Göring und Adolf Hitler.
Die heute vollständige Liste:
|     | Name                   | Geboren                             | Gestorben                                  | Position                                                                                      | Verleihung | Bild                  |
| --- | ---------------------- | ----------------------------------- | ------------------------------------------ | --------------------------------------------------------------------------------------------- | ---------- | --------------------- |
| 01. | Otto von Bismarck      | 1. April 1815 in Schönhausen (Elbe) | 30. Juli 1898 in Friedrichsruh             | Reichskanzler                                                                                 | 1879       | weitere Bilder        |
| 02. | Friedrich Hammacher    | 1. Mai 1824 in Essen                | 11. Dezember 1904 in Berlin-Charlottenburg | Kommunal- und Reichspolitiker, Jurist und Wirtschaftsführer                                   | 1888       | Friedrich Hammacher   |
| 03. | Peter Beising          | 10. Oktober 1805 in Elberfeld       | 17. August 1896 in Essen                   | katholischer Theologe                                                                         | 1895       | Peter Beising         |
| 04. | Friedrich Alfred Krupp | 17. Februar 1854 in Essen           | 22. November 1902 in Essen                 | Industrieller                                                                                 | 1896       | weitere Bilder        |
| 05. | Heinrich Carl Sölling  | 1. Juni 1813 in Essen               | 27. August 1902 in Essen                   | Kaufmann und Stiftungsgründer                                                                 | 1901       | Heinrich Carl Sölling |
| 06. | Erich Zweigert         | 25. Februar 1849 in Neustettin      | 27. Mai 1906 in Essen                      | Oberbürgermeister von 1886 bis 1906                                                           | 1906       | Erich Zweigert        |
| 07. | Margarethe Krupp       | 15. März 1854 in Breslau            | 24. Februar 1931 in Essen                  | treuhänderische Konzernleiterin, Stiftungsgründerin                                           | 1912       | weitere Bilder        |
| 08. | Paul von Hindenburg    | 2. Oktober 1847 in Posen            | 2. August 1934 auf Gut Neudeck, Ostpreußen | Generalfeldmarschall und oberster Heerführer, späterer Reichspräsident                        | 1917       | weitere Bilder        |
| 09. | Paul Goerens           | 29. Januar 1882 in Bonneweg         | 22. Oktober 1945 in Velen                  | Metallurg und Professor                                                                       | 1930       | Bild gesucht          |
| 10. | Victor Niemeyer        | 8. Dezember 1863 in Berge (Hamm)    | 14. Februar 1949 in Essen                  | Jurist, Kommunalpolitiker und Ballonfahrer                                                    | 1948       | Victor Niemeyer       |
| 11. | Berthold Beitz         | 26. September 1913 in Bentzin       | 30. Juli 2013 in Kampen                    | Krupp-Generalbevollmächtigter, Vorsitzender der Alfried Krupp von Bohlen und Halbach-Stiftung | 2007       | weitere Bilder        |

## In Essen geborene Persönlichkeiten

### Bis zum 17. Jahrhundert

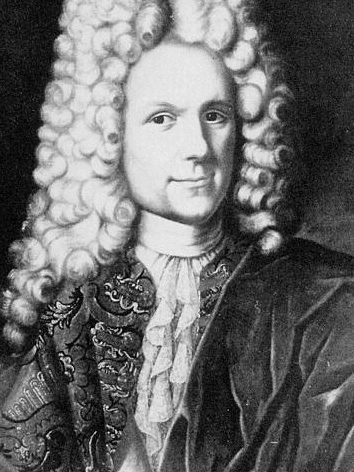
Johann Heinrich Kopstadt (1691–1753), deutscher Hofrat, Lehnkanzlei-Direktor und Bürgermeister von Essen.

- Werner von Haselbeck (vor 1354 – 1384), katholischer Priester, Biograph und Papstsekretär
- Konrad Gruter (* um 1370), Kleriker und Verfasser des ältesten Mechanik-Traktats Westeuropas
- Wenemar Overdyk († 1460), Kaufmann und Ratsherr der Hansestadt Lübeck
- Lorenz Wessel (1529 – nach 1576), Kürschner und Meistersinger
- Leonhard Ruben (1551–1609), Jesuit und Abt des Benediktinerklosters Abdinghof
- Johan van Galen (1604–1653), niederländischer Geschwaderkommandeur
- Johan Anton Mercker / Märker (1628–1691), Doktor der Theologie, lutherischer Prediger in Essen von 1652 bis 1691
- Johann Mercker (1659–1728), ab 1684 Rektor der lutherischen Lateinschule in Essen, evangelischer Prediger in Essen
- Issachar Berend Lehmann (1661–1730), Hofjude Augusts des Starken
- Heinrich von Huyssen (1666–1739), Diplomat und Berater Peter des Großen
- Johann Heinrich Kopstadt (≈1691–1753), Hofrat, Lehnskanzlei-Direktor und Bürgermeister von Essen

### 18. Jahrhundert

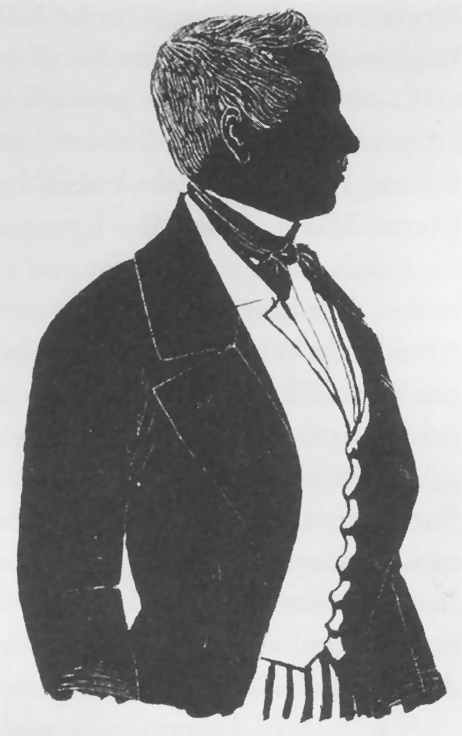
Friedrich Krupp (1787–1826), deutscher Industrieller und Gründer der Krupp-Gussstahlfabrik und des daraus hervorgegangenen Unternehmens Friedrich Krupp AG.

- Johann Julius Hecker (1707–1768), evangelischer Theologe und Pädagoge, Gründer der praxisorientierten Realschule
- Heinrich Arnold Kopstadt (1719–1786), Bürgermeister von Essen
- Aloys Brockhoff (1739–1825), katholischer Priester und letzter Offizial des Stiftes Essen
- Johann Nepomuk Brockhoff (1757–1822), Kanzleidirektor, Land- und Stadtgerichtsdirektor sowie Geheimer Hofrat
- Johann Conrad Kopstadt (1758–1834), Politiker
- Christian Joseph Philipp Leimgardt (1761–1829), Bürgermeister der Bürgermeisterei Borbeck
- Bernhard Radhoff (1762–1819), erster Bürgermeister von Altenessen
- Johann Gottfried Wilhelm Waldthausen (1765–1844), Kaufmann und Bergwerkbetreiber
- Bernhard Christoph Ludwig Natorp (1774–1846), Pädagoge und Geistlicher
- Franz Dinnendahl (1775–1826), Erbauer der ersten Dampfmaschine im Ruhrgebiet
- Gottschalk Diedrich Baedeker (1778–1841), Verleger, Buchhändler und Gründer des G. D. Baedeker Verlags
- Heinrich Arnold Huyssen (1779–1870), Industrieller und Oberbürgermeister der Stadt Essen
- Johann Dinnendahl (1780–1849), Konstrukteur und Erfinder
- Franz Xaver Udalricus Aloysius Brockhoff (1785–1846), Kaufmann und Politiker
- Wilhelm Nedelmann (1785–1862), Kaufmann, Stadtrat, Musiker und Komponist, Gründer des Essener Musikvereins, des heutigen Philharmonischen Chors Essen
- Friedrich Krupp (1787–1826), Industrieller
- Wilhelm Grillo (1793–1827), Unternehmer
- Martin Wilhelm Waldthausen (1795–1870), Kaufmann und Politiker

### 19. Jahrhundert

#### 1801 bis 1820

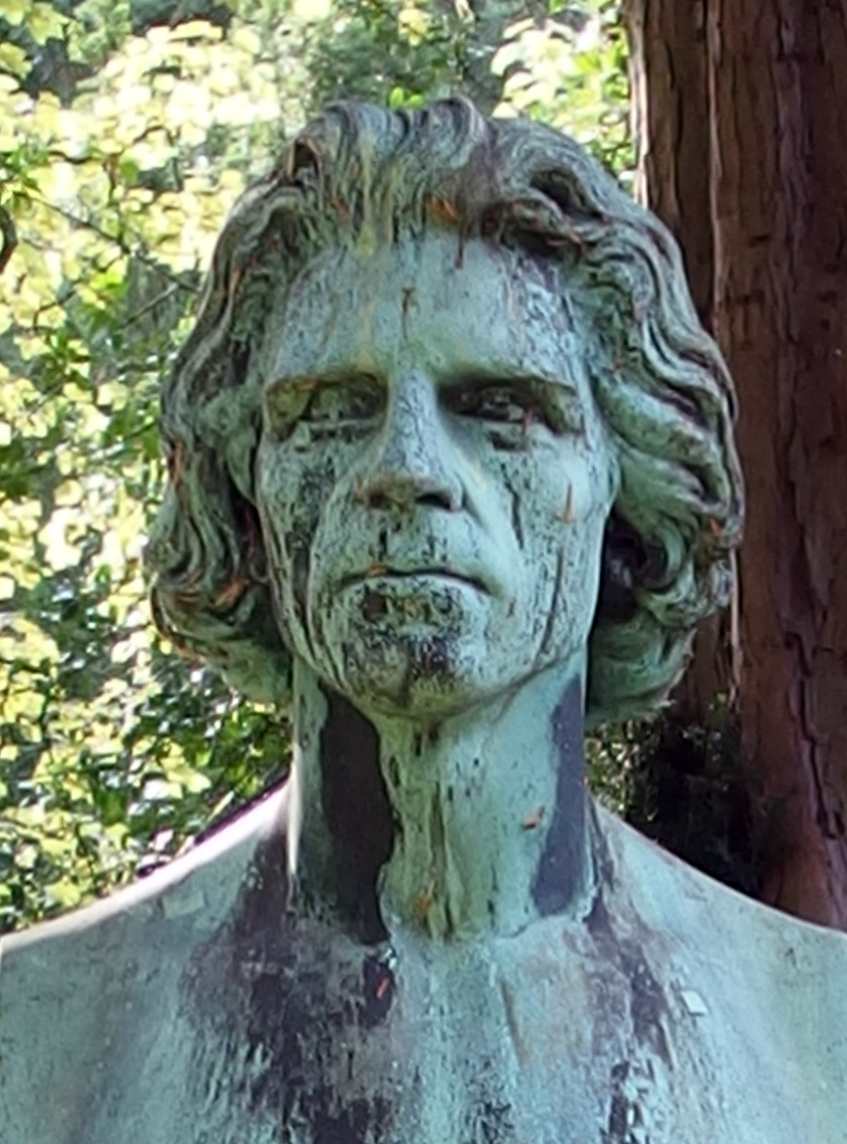
Theodor Mintrop (1840–1870), Maler der Romantik.

- Karl Baedeker (1801–1859), Verleger und Autor von Reiseführern
- Heinrich Theodor Sölling (1802–1886), Stadtverordneter, Handelskammerpräsident und Mitbegründer und Vorstandsvorsitzender der Sparkasse Essen
- Heinrich Mittweg (1804–1871), Rechtsanwalt, Justizrat und Abgeordneter
- Clara Kopp (1805–1883), Gründerin der Ordensgemeinschaft der Barmherzigen Schwestern von der hl. Elisabeth
- Simon Hirschland (1807–1885), Bankier und Gründer der Simon Hirschland Bank
- Hermann Péan (1807–1868), Bürgermeister der Bürgermeisterei Borbeck
- Heinrich Johann Freyse (1809–1850), Architekt und Baubeamter
- Ernst von Waldthausen (1811–1883), Kaufmann und Unternehmer
- Alfred Krupp (1812–1887), Industrieller und Erfinder
- Karl Maynz (1812–1882), Jurist und Politiker
- Julius Scheidt (1813–1874), Tuchfabrikant und Politiker
- Heinrich Carl Sölling (1813–1902), Stadtverordneter, Mäzen und Ehrenbürger der Stadt Essen
- Alexander Heinrich von dem Bottlenberg gen. von Schirp (jr.) (1814–1887), Bürgermeister der Bürgermeisterei Werden
- Hermann Krupp (1814–1879), österreichischer Unternehmer
- Theodor Mintrop (1814–1870), Maler
- Ernst Nedelmann (1818–1888), Kaufmann
- Wilhelm Theodor Grillo (1819–1889), Unternehmer

#### 1821 bis 1840

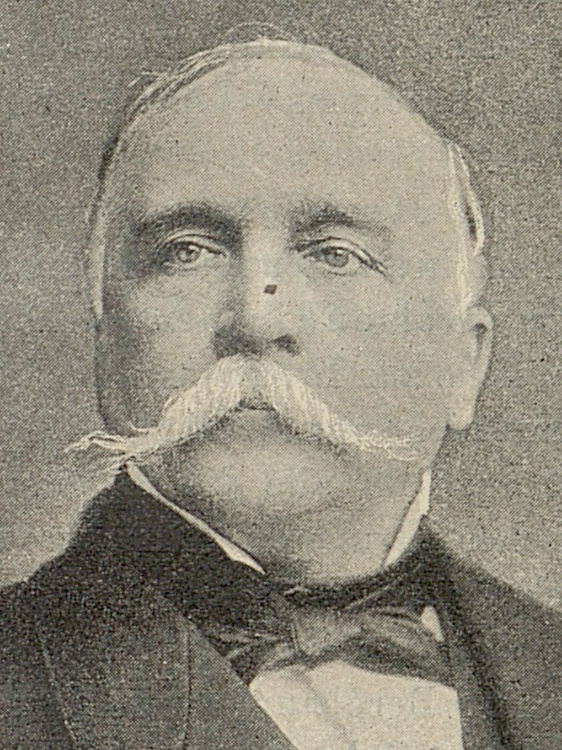
Friedrich Grillo (1825–1888), deutscher Unternehmer und Industrieller, der die Entwicklung des Ruhrgebiets in der Gründerzeit maßgeblich mitprägte.

- Julius Baedeker (1821–1898), Verleger, Buchhändler, Redakteur
- Fritz Funke (1821–1884), Industrieller, Stadtverordneter
- Friedrich Hammacher (1824–1904), Jurist, Reichstagsabgeordneter und Wirtschaftsführer
- Friedrich August Christian Sölling (1824–1894), Beigeordneter der Stadt Essen, Vorstandsvorsitzender der Sparkasse Essen
- Friedrich Grillo (1825–1888), Industrieller
- Wilhelm Lindemann (1828–1879), Literaturhistoriker, Pfarrer und Politiker (Zentrum)
- Carl Julius Schulz (1828–1886), Firmengründer, Handelskammerpräsident
- Johann Wilhelm Schürenberg (1831–1894), Industrieller, Stadtverordneter
- Ludwig von Born (1832–1899), Bankier und Unternehmer
- Friedrich Küppersbusch (1832–1907), Schlosser, Konstrukteur und Unternehmer
- Albert von Waldthausen (1834–1924), Bankier und Stadthistoriker
- Wilhelm Albermann (1835–1913), Bildhauer
- Wilhelm Scheidt (1838–1896), Tuchfabrikant und Politiker
- Carl Humann (1839–1896), Ingenieur, Architekt und Klassischer Archäologe

#### 1841 bis 1860

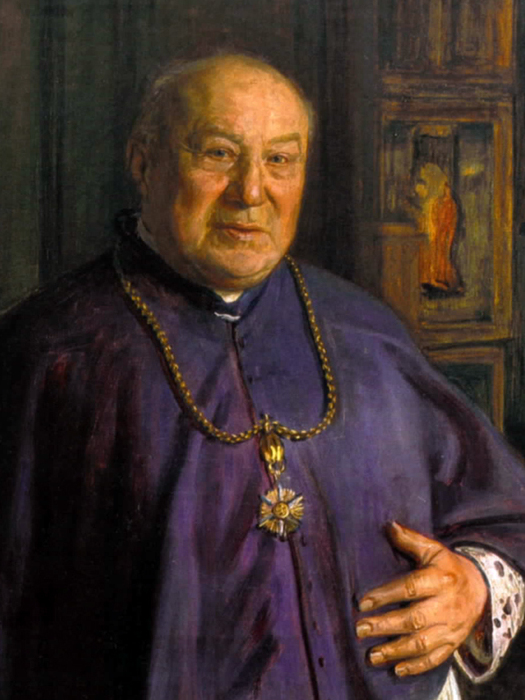
Alexander Schnuetgen (1843–1918), Theologe und Kunstsammler.

- Felix Rauter (1841–1910), Unternehmer, Stadtverordneter, Kommerzienrat
- Alexander Schnütgen (1843–1918), katholischer Theologe, Priester und Kunstsammler
- Franz Nekes (1844–1914), römisch-katholischer Priester, Komponist und Dirigent
- Fritz Flothmann (1845–1926), Verleger
- Edmund Lührmann (1845–1909), Kaufmann, Initiator der Edmund-Lührmann-Stiftung
- Karl von Rabenau (1845–1908), Präsident der Eisenbahndirektion Mainz
- Heinrich von Waldthausen (1846–1904), Unternehmer, Politiker, Kommerzienrat
- Richard Bömke (1846–1907), Aufsichtsratsvorsitzender der Zeche Friedrich der Große und der Essener Credit-Anstalt, Kommerzienrat und Stadtverordneter
- Wilhelm Effmann (1847–1917), Architekt und Bauhistoriker
- Georg Humann (1847–1932), Architekt und Kunsthistoriker
- Heinrich Kämpchen (1847–1912), Bergmann und Arbeiterdichter
- Franz Arens (1849–1920), Kommunalpolitiker und Geschichtsforscher
- Ferdinand Kattenbusch (1851–1935), evangelischer Theologe
- Hugo Wilhelm von Waldthausen (1853–1931), Industrieller
- Friedrich Funke (1854–1920), Industrieller und Kommerzienrat
- Friedrich Alfred Krupp (1854–1902), Industrieller und Politiker
- Oscar von Waldthausen (1854–1906), Gewerke, Kommerzienrat
- Carl Funke (1855–1912), Industrieller, Geheimer Kommerzienrat
- Eugen von Waldthausen (1855–1941), Stifter, Stadtverordneter
- Ludwig Treager (1856/1858–1927), Rechtswissenschaftler und Hochschullehrer
- Julius von Waldthausen (1858–1935), Diplomat
- Ewald Hilger (1859–1934), Mitglied der deutschen Delegation in Versailles
- Fritz Beindorff (1860–1944), Fabrikant, Konsul und Kommerzienrat
- Josef Neumann (1860–1931), Kupferstecher
- Emil Sehling (1860–1928), Jurist und Kirchenrechtler

#### 1861 bis 1880

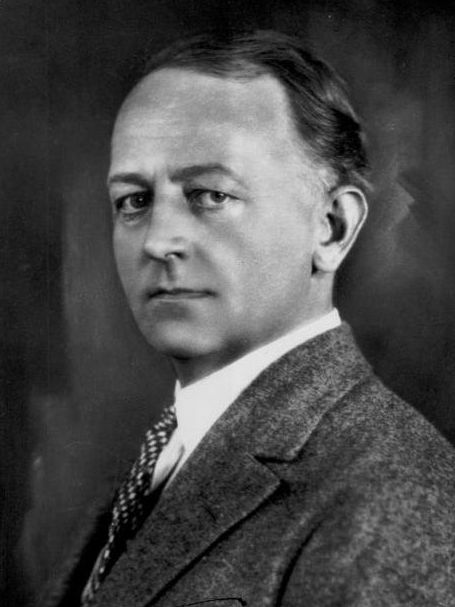
Otto Gebühr (1877–1954), deutscher Schauspieler.

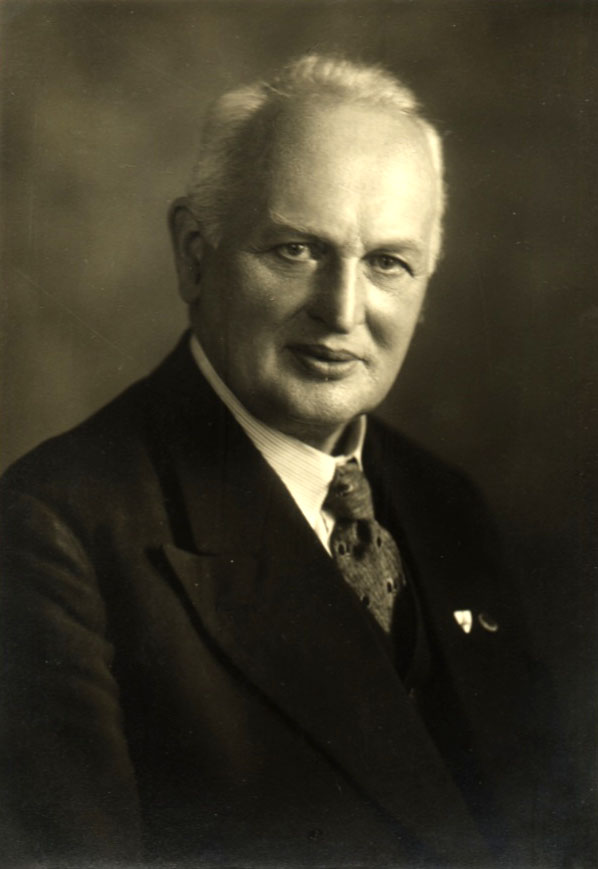
Otto zur Linde (1873–1938), Schriftsteller.

- Victor Hardung (1861–1919), deutsch-schweizerischer Journalist und Schriftsteller
- Amandus Bahlmann (1862–1939), Missionsbischof und Ordensgründer
- August Brust (1862–1924), Gründer und Vorsitzender des christlichen Bergarbeiterverbandes
- Felix Mendel (1862–1925), Mediziner
- Bruno von Waldthausen (1862–1926), Unternehmer und Abgeordneter des Kurhessischen Kommunallandtages Kassel
- Georg Arends (1863–1952), Pflanzenzüchter und Gärtner
- Hermann Bücking (1863–1931), Ordenspriester der Steyler Missionare
- August Kirchberg (1863–1945), Geschäftsführer der Mülheimer Wohnungsbaugenossenschaft
- Johann Krake (1863–1927), Bürgermeister der Bürgermeisterei Kupferdreh
- Max Voss (1863–1927), Bauingenieur, Stadtbaurat in Quedlinburg
- Albertine Badenberg (1865–1958), Politikerin
- Salomon Heinemann (1865–1938), Jurist und Mäzen
- Ernst Lindemann (1865–1929), Manager, Präsident der Preußischen Central-Bodenkredit AG
- Erhard August Scheidt (1865–1929), Fabrikant, Beigeordneter der Stadt Kettwig, Mitglied der Handelskammer Essen
- Hermann Board (1867–1918), Architekt und Kunsthistoriker
- Carl Hagemann (1867–1940), Kunstsammler und Mäzen
- Max Kassiepe (1867–1948), katholischer Prediger und Volksmissionar
- Ludwig Beer (1868–1935), Rechtswissenschaftler
- Johannes Bell (1868–1949), Politiker
- Ernst Knoblauch (1868–1955), Architekt
- Minna Deuper (1868–1937), Politikerin und Frauenrechtlerin
- Ludwig Kessing (1869–1940), Bergarbeiter und Arbeiterdichter
- Franz Kreutz (1869–1939), Politiker
- Helene Kröller-Müller (1869–1939), deutsch-niederländische Kunstsammlerin
- Erwin Quedenfeldt (1869–1948), Fotochemiker, Fotograf und Erfinder
- Johannes Hinsenkamp (1870–1949), Stadtdechant der Bonner Münsterpfarre
- Hubert Hoff (1870–1964), Maschinenbauingenieur und Hüttenkundler
- Otto Henrich (1871–1939), Ingenieur und Unternehmer
- Hugo Carl Jüngst (1871–1942), Kritiker und Lyriker
- Adolf Kempkes (1871–1931), Politiker
- Georg Nauheim (1871–1930), Politiker
- Ernst Gosebruch (1872–1953), Museumsleiter
- Ernst Eichhoff (1873–1941), Politiker
- Johann Koch (1873–1937), Politiker
- Otto zur Linde (1873–1938), Schriftsteller
- Wilhelm von Waldthausen (1873–1946), Jurist, Bankier und Politiker
- Wilhelm Girardet (1874–1953), Druckereibesitzer und Verleger
- Heinrich Kirchhoff (1874–1934), Kunstsammler und Mäzen
- Hugo Koenen (1874–1960), Zeitungsverleger
- Karl Wieghardt (1874–1924), Mathematiker und Mechanikprofessor
- Franz Knipping (1875–1966), Hochschullehrer
- Friedrich Wilhelm Lohmann (1875–1952), Theologe und Kirchenhistoriker
- Martin Wilhelm von Waldthausen (1875–1928), Offizier
- Christoph Wieprecht (1875–1942), Schriftsteller
- Carl Cremer (1876–1953), Jurist, Schriftsteller und Politiker
- Friedrich Hinsmann (1876–?), Journalist und Schriftsteller
- Heinrich Hirtsiefer (1876–1941), Sozialpolitiker
- Fritz Jacobs (1876–1955), Schriftsteller
- Heinrich Wilhelm Ewald Jung (1876–1953), Mathematiker
- Wilhelm Maria Peitz (1876–1954), römisch-katholischer Priester und Diplomatiker
- Albert Schaaffhausen (1876–1960), Architekt in Samoa
- Franziskus Wolf (1876–1944), Missionar, römisch-katholischer Bischof sowie Apostolischer Vikar
- Otto Gebühr (1877–1954), Schauspieler
- Emil Herz (1877–1971), Verleger
- Arthur Klotzbach (1877–1938), Montanwirtschaftsführer
- Walther Küchler (1877–1953), Romanist und Literaturwissenschaftler
- Johann Wilhelm Scheidt (1877–1954), Textilfabrikant und Ehrenbürger der Stadt Kettwig
- Albert Vögler (1877–1945), Politiker und Unternehmer
- Friedrich Wiegershaus (1877–1934), Politiker
- Paul Girardet (1878–1970), Verleger und Generalkonsul
- Julius Rosemann (1878–1933), Politiker
- Fritz Baum (1879–1955), Manager in der Montanindustrie
- Fritz Bierhaus (1879–1965), Industrieller
- Richard Hessberg (1879–1960), Augenarzt
- Fritz Theodor Kuhnen (1879–1947), Politiker
- Joseph Ostwald (1879–1950), Architekt
- Hermann Vogelsang (1879–1939), Politiker (Zentrum)
- Ernst Wiskott (1879–1934), Verwaltungsjurist und Landrat
- Paul de Bruyn (1880–1966), Fabrikant und Motorsportfunktionär
- August Lindemann (1880–1970), Ordinarius für Zahn-, Mund- und Kieferkrankheiten
- Ludger Mintrop (1880–1956), Geophysiker
- Wilhelm Schellberg (1880–1937), Literaturwissenschaftler und Verwaltungsbeamter
- Johannes Schempp (1880–1955), freikirchlicher Pastor zur NS-Zeit

#### 1881 bis 1900

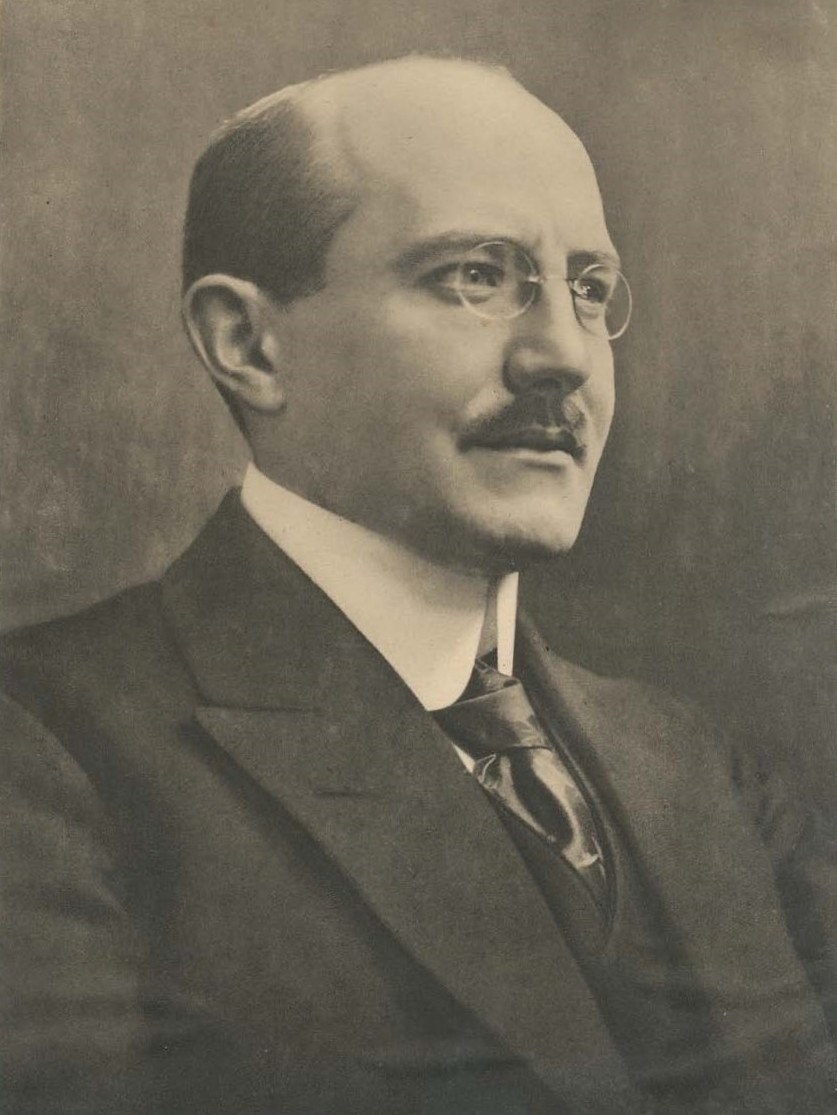
Franz Guntermann (1881–1963), deutscher Bildhauer.

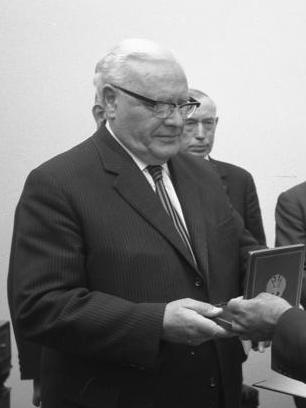
Heinrich Scheppmann (1895–1968), deutscher Politiker

- Eduard Ludwig Alexander (1881–1945), Rechtsanwalt und Politiker
- Franz Guntermann (1881–1963), Bildhauer
- Selma Meyer (1881–1958), Kinderärztin und Hochschullehrerin
- Hermann Pieper (1881–1962), Oberstadtsekretär, dritter und letzter Bürgermeister der Bürgermeisterei Kupferdreh
- Hermann Schmitz (1881–1960), Vorstandsvorsitzender der Gewerkschaft I.G. Farben
- Karl Snell (1881–1956), Pflanzenbauwissenschaftler
- Ernst Volkmann (1881–1959), Verwaltungsjurist
- Karl Diederichs (1882–1965), Jurist und Industrieller
- Kurt Hirschland (1882–1957), Bankier, Stadtverordneter, Unternehmer
- Emil Jung (1882–1964), Architekt
- Wilhelm Kalveram (1882–1951), Betriebswirt
- Ferdinand Lessing (1882–1961), deutscher und später US-amerikanischer Sinologe, Mongolist und Kenner des Lamaismus
- Wilhelm Lönne (1882–1951), Politiker
- Hermann Mutschmann (1882–1918), klassischer Philologe
- Walter Forstmann (1883–1973), U-Bootkommandant im Ersten Weltkrieg, später „Siedlervater“
- Ernst Hermsen (1883–nach 1946), Jurist
- Kurt Küchler (1883–1925), Journalist und Schriftsteller
- Alfred Möllers (1883–1969), Jurist, Manager und Politiker
- Alexander Schnütgen (1883–1955), Bibliothekar und Kirchenhistoriker
- Heinrich Strunk (1883–1952), Politiker
- Hans Tietmann (1883–1935), Architekt
- Johann Bresgen (1884–1974), Politiker
- Robert Feulgen (1884–1955), Mediziner und Universitätsprofessor
- Franz Gescher (1884–1945), Priester, Theologe, Kirchenhistoriker und Kirchenrechtler
- Hermann Hagedorn (1884–1951), Lehrer und Heimatdichter
- Arthur Hammer (1884–1942), Politiker und Gewerkschafter
- Johannes Marschang (1884–1978), Gefängnisseelsorger
- Wilhelm Schwan (1884–1960), Politiker
- Ernst Busch (1885–1945), Offizier
- Georg Simon Hirschland (1885–1942), Bankier, Kunstmäzen, Aufsichtsratsmitglied mehrerer Unternehmen
- Heinrich Mutschmann (1885–1955), Anglist, Sprachwissenschaftler und Hochschullehrer
- Matthias Theisen (1885–1933), Politiker
- Hubert Cramer-Berke (1886–nach 1928), Maler sowie Radierer der Düsseldorfer Schule
- Karl Wilhelm Jötten (1886–1958), Bakteriologe, Hygieniker und Vertreter der Eugenik/Rassenhygiene
- Bruno Karl August Jung (1886–1966), Politiker
- Bertha Krupp von Bohlen und Halbach (1886–1957), Mitglied der Industriellenfamilie Krupp
- Heinrich Uhlendahl (1886–1954), Bibliothekar
- Otto Ehrensberger (1887–1968), Landrat, Ministerialbeamter und Richter
- Barbara Krupp (1887–1972), Tochter des Industriellen Friedrich Alfred Krupp
- Walther Recke (1887–1962), Archivar und Historiker
- Alfred Wilhelm Baedeker (1888–1937), Verlagsbuchhändler, ab 1922 Alleininhaber des G. D. Baedeker Verlags
- Fritz Funke (1888–1975), Kaufmann und Aufsichtsratsvorsitzender der Essener Actien-Bierbrauerei, der späteren Stern-Brauerei
- Josef Orlopp (1888–1960), Funktionär des Freien Deutschen Gewerkschaftsbunds
- Ernst Schlapper (1888–1976), Oberbürgermeister von Baden-Baden
- Johann Willenberg (1888–1968), Politiker
- Wilhelm Brandenberg (1889–1975), Maler
- Herbert Göring (1889–nach 1945), Vetter des nationalsozialistischen Politikers Hermann Göring
- Theodor Gottlob (1890–1953), Theologe und Kanonist
- Paul Hankamer (1891–1945), Literaturhistoriker und Germanist
- Eduard Kubat (1891–1976), Filmproduzent und Filmregisseur
- Erica Küppers (1891–1968), evangelische Theologin, Studienrätin, Mitglied der Bekennenden Kirche (BK), Verfolgte des Naziregimes und erste ordinierte Pfarrerin der Evangelischen Kirche von Hessen und Nassau
- Auguste Mohrmann (1891–1967), Kinderpflegerin und Volksschullehrerin
- Alfred Schmidt-Hoepke (1891–1965), Schriftsteller, Journalist und Politiker
- Heinrich Körner (1892–1945), Gewerkschafter und Widerstandskämpfer gegen das NS-Regime
- Wilhelm Mühlhoff (1892–1955), Politiker der Zentrumspartei
- Josef Poell (1892–1953), Oberbürgermeister und Oberstadtdirektor der Stadt Mülheim an der Ruhr
- Alfred Schulze (1892–1972), Konteradmiral
- Walter Becker (1893–1984), Künstler
- Bodo Heyne (1893–1980), evangelischer Theologe
- Heinrich Imig (1893–1956), Politiker
- Fritz Lewy (1893–1950), deutsch-amerikanischer Bühnenbildner und Grafiker
- Georg Melches (1893–1963), Betriebsführer und Bergwerksdirektor, Gründer von Rot-Weiss Essen
- Hans Piekenbrock (1893–1959), Offizier
- August Vollmar (1893–1970), Politiker
- Hermann Ehren (1894–1964), Politiker
- Friedrich Karl Florian (1894–1975), Gauleiter der NSDAP von Düsseldorf
- Willi Guyenz (1894–1931), Fußballschiedsrichter
- Heinrich Happe (1894–1979), Landwirt und Politiker
- Dore Jacobs (1894–1979), Bewegungspädagogin
- Arthur Laumann (1894–1970), Offizier
- Friedrich von Mallinckrodt (1894–1941), Offizier und Testpilot
- Hannes Pingsmann (1894–1955), Maler und Grafiker
- Emmy Wingerath (1894–1975), Person der katholischen Frauenbewegung
- Heinrich Fomferra (1895–1979), Widerstandskämpfer gegen den Nationalsozialismus
- Fritz Gummert (1895–1963), Industrieller
- Franz Wilhelm Mitteldorf (1895–1990), Kaufmann, Funkhändler und Verbandsfunktionär
- Carl Friedrich Ophüls (1895–1970), Diplomat und Hochschullehrer
- Theodor Bernhard Rehmann (1895–1963), römisch-katholischer Priester und Domkapellmeister
- Heinrich Scheppmann (1895–1968), Politiker
- Wolf Sluyterman von Langeweyde (1895–?), Schriftsteller
- Karl August Weber (1895–1955), Anglist und Hochschullehrer
- Franz Blücher (1896–1959), Politiker
- Wilhelm Börger (1896–1962), NS-Politiker
- Karl Kipp (1896–1959), Opernsänger und KZ-Häftling
- Theodor Ruhrländer (1896–1961), Politiker
- Willi Tripp (1896–1975), Maler
- Wilhelm Webels (1896–1972), Arzt, Maler und Bildhauer
- Otto Dietrich (1897–1952), Reichspressechef der NSDAP, SS-Obergruppenführer und Staatssekretär im Reichsministerium für Volksaufklärung und Propaganda (RMVP)
- Christine Hengst (1897–1966), erste Schulrätin in NRW, Vorsitzende des Vereins katholischer deutscher Lehrerinnen
- Franz Kirchfeld (1897–1969), Industrieller
- Bruno Mendel (1897–1959), deutsch-kanadischer Mediziner, Biochemiker und Pharmazeut
- Fritz Mertens (1897–1961), Maler und Kunsterzieher
- Kurt Rheindorf (1897–1977), Historiker
- Paul von Waldthausen (1897–1965), Unternehmer, Maler, Fotograf und Innenarchitekt
- Alex Willenberg (1897–1974), Gewerkschafter, Journalist und Politiker
- Hermann Winkhaus (1897–1968), Industrieller
- Kurt Lewy (1898–1963), deutsch-belgischer Maler
- Gustav Müller (1898–1970), Politiker
- Fritz Niermann (1898–1976), Lebensmittelhändler, Gerechter unter den Völkern
- Josef Terboven (1898–1945), Politiker (NSDAP), ab 1940 Reichskommissar für das besetzte Norwegen
- Elisabeth Zaisser (1898–1987), Ministerin für Volksbildung der DDR
- Josef Aust (1899–1973), Politiker
- Maria Berns (1899–1981), Politikerin
- Walter Blassat (1899–1995), Politiker
- Erich Börger (1899–1975), Politiker
- Georg Habighorst (1899–1958), Arzt und Politiker
- Wilhelm Karsch (1899–1973), Schachkomponist und -redakteur
- Friedrich Panse (1899–1973), Psychiater und Neurologe
- Fritz Schleßmann (1900–1964), Polizist, SS-Führer und Politiker
- Wilhelm Wimmer (1899–1953), Redakteur, Herausgeber und Gründer der Borbecker Nachrichten, Gewerkschaftssekretär und Politiker
- Karlheinz Arens (1900–1959), Schriftsteller und Dramaturg
- Ernst Becker-Sassenhof (1900–1968), Architekt
- Josef Beckmann (1900–1971), Politiker
- Hugo Kükelhaus (1900–1984), Tischler, Schriftsteller, Pädagoge, Philosoph und Künstler
- Johanna Langefeld (1900–1974), Oberaufseherin in den Konzentrationslagern Ravensbrück und Auschwitz
- Emil Mazuw (1900–1987), Politiker und SS-Funktionär
- Wilhelm Pawlik (1900–1968), Politiker und Gewerkschaftsführer
- Karl Theodor Schäfer (1900–1974), römisch-katholischer Theologe, Hochschullehrer
- Heinrich Troxbömker (1900–1969), Schauspieler, Regisseur und Hörspielsprecher
- Fritz Vomfelde (1900–1961), Politiker

### 20. Jahrhundert

#### 1901 bis 1910

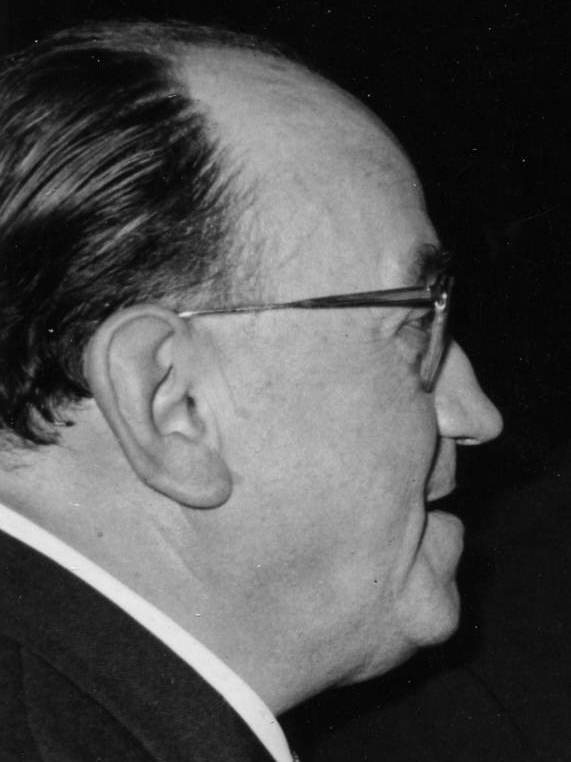
Alfred Müller-Armack (1901–1978), deutscher Nationalökonom und Mitbegründer der Sozialen Marktwirtschaft.

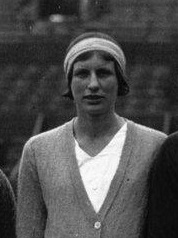
Hildegard Sperling (1908–1981), eine der erfolgreichsten deutschen Tennisspielerinnen.

- Adam Adrio (1901–1973), Musikwissenschaftler und Hochschullehrer
- Johannes Beckmann (1901–1971), Theologe und Kirchenhistoriker
- Theodor Eversmann (1901–1969), Politiker
- Aenne Gehling (1901–1984), Politikerin
- Hanns Hartmann (1901–1972), Intendant und Verleger
- Leo Johnen (1901–1989), Politiker
- Elisabeth Küper (1901–1991), Gewerkschafterin und Politikerin
- Wilhelm Meise (1901–2002), Ornithologe
- Alfred Müller-Armack (1901–1978), Nationalökonom und Kultursoziologe
- Karl Saur (um 1901–1978), Bauingenieur und Hochschullehrer
- Hans Schmitt-Rost (1901–1978), Publizist, Autor und Verwaltungsbeamter
- Peter Friedrich Schneider (1901–1981), Architekt des Hauptbades
- Hellmut Girardet (1902–1973), Zeitungsverleger, Politologe und Journalist
- Karl Maria Hettlage (1902–1995), Politiker
- Heinz Kükelhaus (1902–1946), Reisejournalist, Romancier und Abenteurer
- Heinrich Lemberg (1902–1976), Politiker
- Karl Olbrysch (1902–1940), Bergmann und Politiker
- Franz Op den Orth (1902–1970), Politiker
- Maria Pannhoff (1902–1989), Politikerin
- Heinz Rühmann (1902–1994), Schauspieler und Regisseur
- Berta Schäfer (1902–1977), Politikerin
- Hans Toussaint (1902–1977), Volkswirt und Politiker
- Hans Vilz (1902–1971), Maler
- Siegfried Ziegler (1902–1984), Esperantist, Verleger und Politiker
- Wilhelm Helmuth van Almsick (1903–1985), Botschafter
- Joe Averdung (1903–1997), Gebrauchsgrafiker und Zeichner
- Wilhelm Bick (1903–1980), Politiker und Diplomat
- Johannes Brüns (1903–1965), Politiker
- Emil Döllken (1903–1962), Politiker
- Ewald Erb (1903–1978), Literaturwissenschaftler
- Johannes Even (1903–1964), Politiker
- Heinz Geck (1903–?), Schriftsteller
- Karl Harder (1903–1978), Komponist im Schach
- Werner Keyßner (1903–1969), Politiker
- Willi Multhaup (1903–1982), Fußballtrainer
- Paul Mundorf (1903–1976), Schauspieler, Regisseur und Theaterintendant
- Burkhard Neunheuser (1903–2003), Benediktiner und Liturgiewissenschaftler
- Walter Schäfer (1903–1979), evangelischer Geistlicher, Superintendent und Autor
- Kurt Seifert (1903–1950), Schauspieler, Sänger und Bühnenregisseur
- Willi Agatz (1904–1957), KPD-Politiker und Widerstandskämpfer
- Heinrich Bischoff (1904–1964), SS-Unterscharführer und Blockführer im KZ Auschwitz, geboren im Stadtteil Überruhr
- Oskar Druschel (1904–1944), Politiker
- Josef Fröhlich (1904–1978), Ingenieur
- Theo Gaudig (1904–2003), Arbeiterfotograf, Kommunist und ehemaliger Buchenwaldhäftling
- Franz Horn (1904–1963), Fußballspieler
- Franz Krey (1904–1997), Arbeiterschriftsteller
- Hugo Schaub (1904–1977), Politiker
- Oskar Hermann Artur Schlitter (1904–1970), Botschafter
- Hubert Strauf (1904–1993), Unternehmer und Werbetexter
- Karl Veken (1904–1971), Schriftsteller
- Hans Weidemann (1904–1975), Propagandist zur Zeit des Nationalsozialismus
- Werner Ziegenfuß (1904–1975), Soziologe, Autor und Hochschullehrer
- Hermann Blumenthal (1905–1942), Bildhauer
- Alfred Böckmann (1905–1995), Komponist und Hochschullehrer
- Karl Gutenberger (1905–1961), Politiker und SS-Funktionär
- Engelbert Gutwenger (1905–1985), römisch-katholischer Theologe und Jesuit
- Adalbert Hengst (1905–1989), Kommunist, Sekretär des ZK der SED
- Heinz Roch (1905–1945), SS-Oberführer, Politiker sowie SS- und Polizeiführer
- Erich Selbach (1905–1985), Unternehmer
- Ernst Bessel (1906–1989), Politiker
- Hermann Friedrich (1906–1997), Biologe
- Wilhelm Gefeller (1906–1983), Gewerkschafter und Politiker
- Karl Heidenblut (1906–1987), Politiker
- Karl Jacobs (1906–1997), Schriftsteller
- Gerhard Kisters (1906–1996), Verwaltungsbeamter und Politiker
- Wilhelm Heinz König (1906–1978), Schauspieler
- Heinrich Kratina (1906–1944), kommunistischer Widerstandskämpfer gegen den Nationalsozialismus als Mitglied der Ehrenfelder Gruppe
- Walter Kühlthau (1906–1978), Politiker
- Eduard Strauch (1906–1955), SS-Funktionär
- Wilhelm Bertrams (1907–1995), Jesuit und Kirchenrechtler
- Karl Bierwirth (1907–1955), Gewichtheber
- Otto Doppelfeld (1907–1979), Prähistorischer und Provinzialrömischer Archäologe
- Alfons Erb (1907–1983), Gründer des Maximilian-Kolbe-Werks
- Otto Hofmann (1907–1996), Maler
- Paul Klinger (1907–1971), Schauspieler und Synchronsprecher
- Heinrich Knust (1907–1988), Maler
- Ida Köhne (1907–2005), Künstlerin
- Alfried Krupp von Bohlen und Halbach (1907–1967), Inhaber der Friedrich Krupp AG
- Herbert G. Luft (1907–1992), deutsch-amerikanischer Journalist und Filmproduzent
- Leny Marenbach (1907–1984), Schauspielerin
- Gerhart Niemeyer (1907–1997), deutschamerikanischer Philosoph
- Heinrich Peterburs (1907–1957), Politiker
- Fritz Reckmann (1907–1984), Politiker
- Heinrich Schäfer (1907–1986), SS-Unterscharführer
- Werner Sottong (1907–2003), Fußballspieler und Trainer
- Wolfgang Wehrum (1907–1971), Filmeditor und Filmregisseur
- Peter Anders (1908–1954), Tenor
- Arnold von Bohlen und Halbach (1908–1909), Angehöriger der Industriellenfamilie Krupp von Bohlen und Halbach
- Alfred Hasselberg (1908–1950), Jurist
- Alfred Hitz (1908–1935), Bergmann und Widerstandskämpfer
- Harald Huffmann (1908–1992), Feldhockeyspieler
- Fritz G. A. Kraemer (1908–2003), Angestellter im Verteidigungsministerium der Vereinigten Staaten
- Hans Müller-Kray (1908–1969), Dirigent, Professor und Generalmusikdirektor
- Eberhard Schmidt (1908–1979), Filmproduktionsleiter, Kabarettgründer und Textilkaufmann
- Hilde Sperling (1908–1981), Tennisspielerin
- Ernst Tewes (1908–1998), Weihbischof der römisch-katholischen Kirche
- Erich Wächter (1908–1971), Politiker
- Else Warnke (1908–1975), Politikerin
- Hans Esser (1909–1988), Fechter, Bronzemedaillengewinner bei Olympia
- Josef Jansen (1909–1966), Diplomat
- Hermann Müller (1909–1988), SS-Sturmbannführer, verurteilter Kriegsverbrecher
- Werner Nürnberg (1909–1986), Professor für Elektrotechnik
- Wilhelm Witteler (1909–1993), SS-Sturmbannführer
- Joseph Alfs (1910–1943), Provinzialrömischer Archäologe
- Gunter d’Alquen (1910–1998), Journalist
- Heinrich Bacht (1910–1986), katholischer Theologe
- Ulrich Bigalke (1910–1940), Ingenieur, Automobilrennfahrer, Filmemacher und Jagdflieger
- Claus von Bohlen und Halbach (1910–1940), Angehöriger der Industriellenfamilie Krupp von Bohlen und Halbach
- Vera Brühne (1910–2001), wegen Doppelmord umstrittenerweise verurteilt, dann begnadigt
- Wilhelm Busch (1910–nach 1943), Hitlerjugend- und SS-Führer
- Carlos Dudek (1910–1992), Architekt
- Louis Duerloo (1910–1977), belgischer Radrennfahrer
- Herbert Girardet (1910–1972), Verleger
- Hans Kulla (1910–1956), Komponist, Musikpädagoge und Kirchenmusiker
- Josef Michels (1910–1964), Schriftsteller
- Wolfgang Padberg (* 1910), Prähistoriker
- Helmut Salden (1910–1996), deutsch-niederländischer Grafiker und Buchgestalter
- Heinrich Strathmann (1910–1993), Politiker
- Friedrich Vittinghoff (1910–1999), Althistoriker
- Alois Wachtel (1910–1968), Historiker
- Hanna Wolff (1910–2001), Psychotherapeutin, Theologin und Autorin

#### 1911 bis 1920

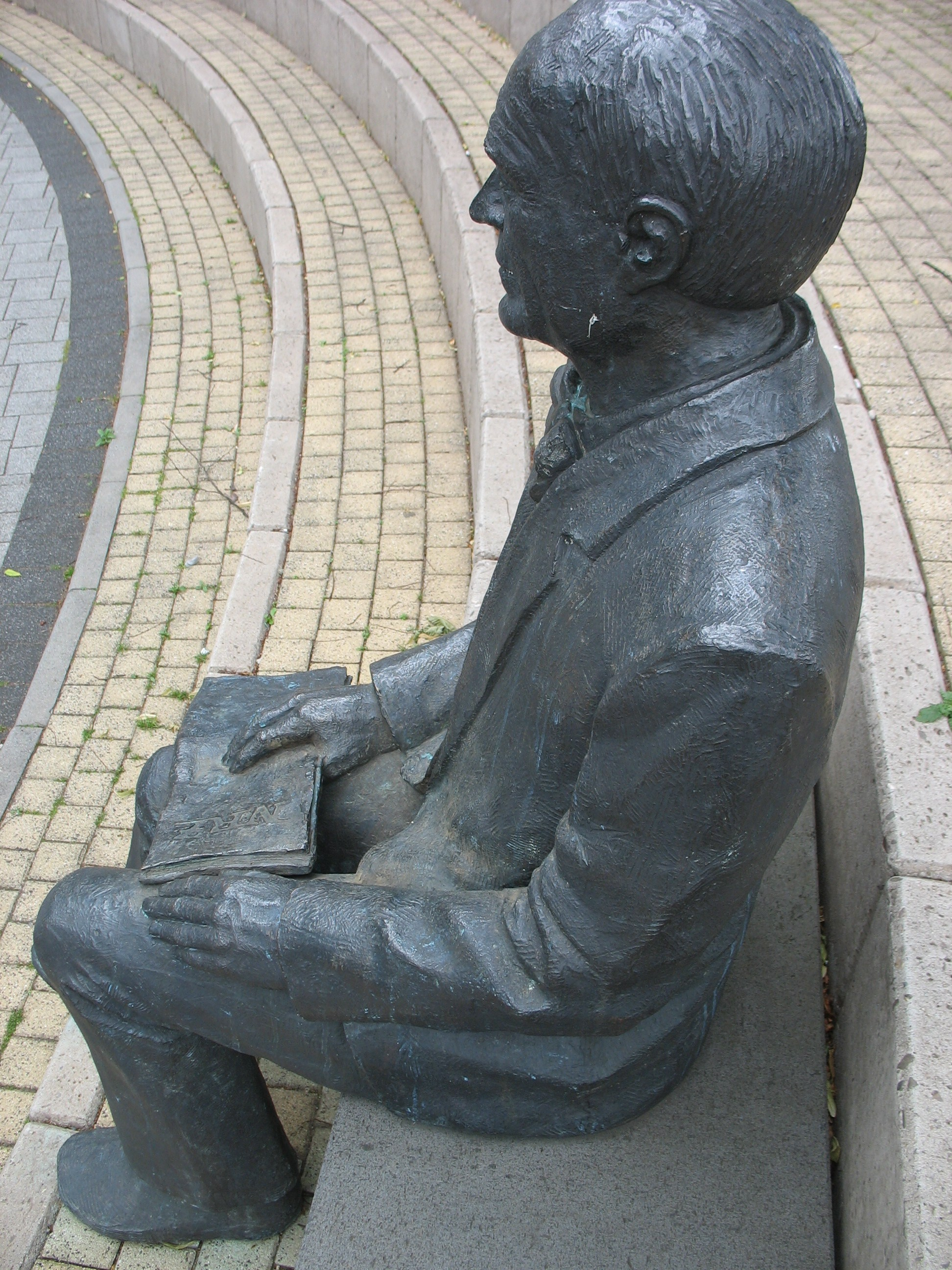
Plastik, die Dietrich Oppenberg (1917–2000) darstellt, deutscher Verleger Gründer der Regionalzeitung Neue Ruhr Zeitung.

- Heinrich Beck (1911–1986), Politiker
- Erich Grauheding (1911–2000), Präsident des Landeskirchenamtes in Kiel
- Klaus Eugene Knorr (1911–1990), deutschamerikanischer Ökonom
- Franz Paul (1911–1985), Politiker
- Günther Rennert (1911–1978), Opernregisseur und Intendant
- Rudi Steffens (1911–1945), Widerstandskämpfer gegen den Nationalsozialismus
- Wilhelm Stasch (1911–1989), Boxer
- Anton Tripp (1911–1991), Fotograf und Publizist
- Hermann Wicklein (1911–1986), SS-Obersturmführer
- Otto Dudzus (1912–2000), evangelischer Pfarrer
- Irmgard Eilenstein (1912–1998), Angehörige der Industriellenfamilie Krupp von Bohlen und Halbach
- Gerhard Fittkau (1912–2004), Theologe, Pfarrer bei der St.-Ludgerus-Kirche in Werden
- Dieter Huzel (1912–1994), deutsch-amerikanischer Raumfahrtingenieur
- Shlomo Na’aman (1912–1993), israelischer Sozialhistoriker
- Ernst Poertgen (1912–1986), Fußballspieler
- Hans Wolfgang Rubin (1912–1986), Politiker
- Hermann Schardt (1912–1984), Graphiker und Hochschuldirektor
- Alfons Spielhoff (1912–1987), Dortmunder Kulturdezernent
- Jean Sprenger (1912–1980), Bildhauer
- Johannes Ufer (1912–1987), Maler, Bildhauer und Flächenkünstler
- Gustav Vriesen (1912–1960), Kunsthistoriker
- Friedrich Wolff (1912–1976), Volkswirt, Journalist, Oberstadtdirektor und Politiker
- Berthold von Bohlen und Halbach (1913–1987), Industrieller
- Gustav Deppe (1913–1999), Kunstmaler
- Rudolf Maria Koppmann (1913–2007), Ordenspriester und Apostolischer Vikar von Windhuk
- Hedwig Meermann (1913–2000), Politikerin
- Hans Heinrich Moll (1913–2008), Ingenieur und Manager
- Heinrich Rüth (1913–2006), erster Bischof von Cruzeiro do Sul
- Anita Spada (1913–nach 1944), Sängerin
- Hermann Wagner (1913–1999), Schauspieler und Synchronsprecher
- Paul Winkler (1913–1994), Fußballspieler
- Herbert Birken (1914–2007), Schriftsteller und Feuilletonist
- Ursula Lamb (1914–1996), US-amerikanische Lateinamerika-Historikerin
- Erwin Lange (1914–1991), Politiker
- Egon Müller-Franken (1914–1982), Schauspieler bei Bühne, Film und Fernsehen, Hörspielsprecher, Lektor und Fernsehredakteur
- Fritz Neuhaus (1914–2000), Ringer und Trainer
- Willy Rasche (1914–1992), Politiker
- Walter Roos (1914–1975), General
- Karl-Heinz Volkmann-Schluck (1914–1981), Philosoph
- Martin Schoenmakers (1914–1975), Architekt
- Hans Namuth (1915–1990), US-amerikanischer Fotograf und Filmemacher
- Richard Peter jun. (1915–1978), Fotograf und Industriefotograf
- Franz Josef Tripp (1915–1978), Maler, Zeichner und Illustrator
- Stefan Arczyński (1916–2022), polnisch-deutscher Fotograf
- Elsbeth Rickers (1916–2014), Politikerin
- Dietrich Oppenberg (1917–2000), Verleger und Gründer der Neuen Ruhr Zeitung
- Wilhelm Alff (1918–1992), Hochschullehrer
- Hans-Joachim Kraus (1918–2000), Theologe
- Paul-Albert Scherer (1918–2014), Brigadegeneral und Leiter des Militärischen Abschirmdienstes
- Clemens Schmeck (1918–1984), Mediziner und Umweltpionier
- Anneliese Uhlig (1918–2017), deutsch-amerikanische Schauspielerin und Journalistin
- Erna Boulboullé (1919–1999), Buchhändlerin und Malerin
- Konrad Elfers (1919–1996), Pianist und Komponist
- Hermann Metzger (1919–2012), Künstler, Vorsitzender des Bochumer Künstlerbundes
- Heinrich Reiß (1919–2005), Präses der Evangelischen Kirche von Westfalen
- Jupp Schlaf (1919–1989), Tischtennisspieler und -funktionär
- Friedrich Tenbruck (1919–1994), Soziologe
- Karl Albrecht (1920–2014), Handelsunternehmer
- Hans Anger (1920–1998), Mediziner und Psychologe
- Friedrich Kinnigkeit (1920–1998), Politiker
- Hermann Kükelhaus (1920–1944), Soldat und Dichter
- Bernhard Rövenstrunck (1920–2010), Komponist, Dirigent, Oboist und Organist

#### 1921 bis 1930

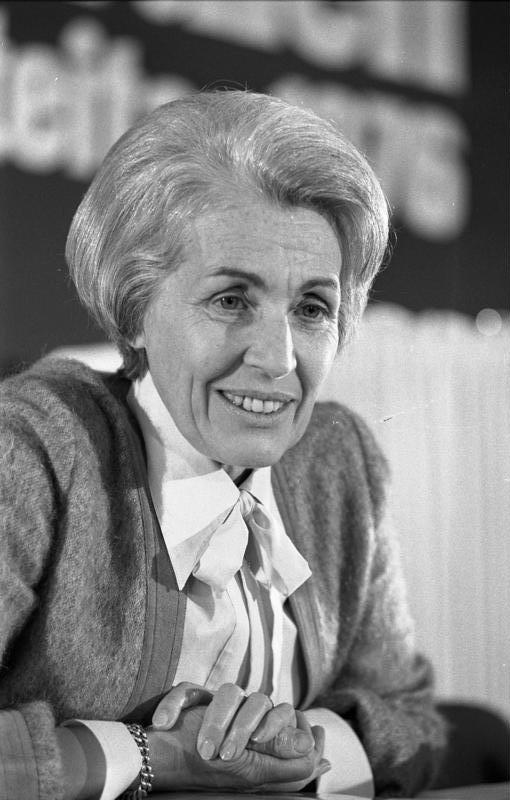
Hildegard Hamm-Brücher (1921–2016), Politikerin und frühere Staatsministerin im Auswärtigen Amt.

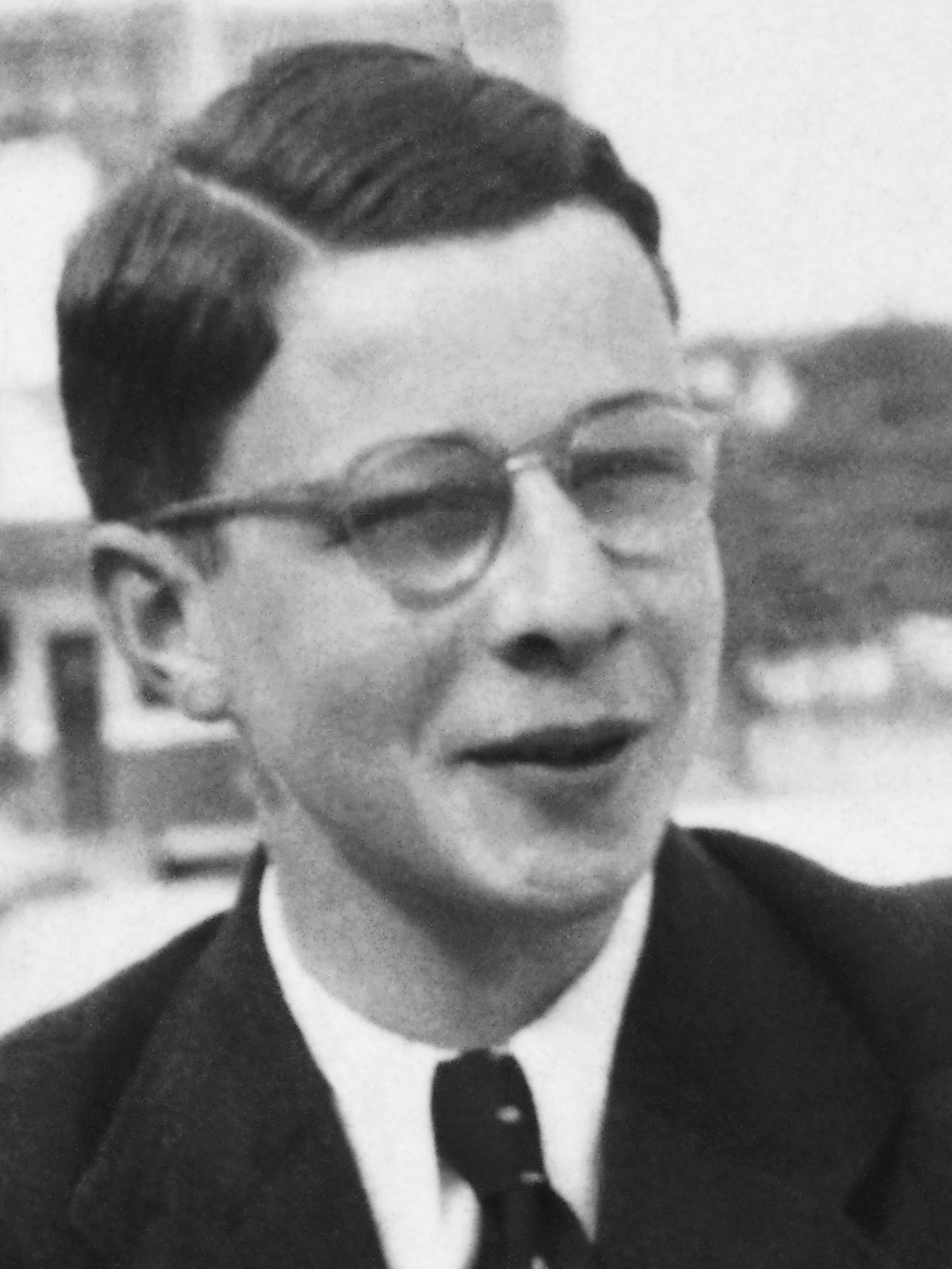
Hans Stern (1922–2007), deutsch-brasilianischer Juwelier und Gründer eines der größten Schmuckunternehmen der Welt.

- Walter Achenbach (1921–2015), Mediziner
- Katrin Höngesberg (1921–2009), Zeichnerin, Malerin, Illustratorin und Schriftstellerin
- Leo Imhoff (1921–2013), Gastronom und Verbandsfunktionär
- August Gottschalk (1921–2014), Fußballspieler
- Hildegard Hamm-Brücher (1921–2016), Politikerin
- Hermann-Josef Kaltenborn (1921–1999), Politiker
- Gisbert Kranz (1921–2009), Schriftsteller, Pädagoge und katholischer Theologe
- Hans Lauber (1921–2000), Politiker
- Heinz Pensky (1921–2009), Kriminalbeamter, Gewerkschafter und Politiker
- Magdalene Schauß-Flake (1921–2008), Kirchenmusikerin und Komponistin
- Theo Albrecht (1922–2010), Unternehmer
- Jürgen Baumann (1922–2003), Politiker
- Franz Busch (1922–1999), Politiker
- Heinz Dröge (1922–2005), Botschafter
- Winfried Feldmann (1922–2010), Politiker
- Wolfram Ibing (1922–2004), Brigadegeneral
- Kurt Nowack (1922–2015), Politiker
- Diether Posser (1922–2010), Politiker
- Kurt Rauhe (1922–1994), Ackerbauwissenschaftler
- Illo Schieder (1922–2004), Schlagersängerin
- Heinrich Schürmann (1922–2010), Politiker
- Dieter aus dem Siepen (1922–1982), Politiker
- Georg Sommer (1922–2021), Richter am Bundesverwaltungsgericht
- Hans Stern (1922–2007), deutsch-brasilianischer Juwelier
- Dieter Weiss (1922–2009), Organist, Kirchenmusiker, Dirigent und Dozent
- Heinz Drache (1923–2002), Schauspieler
- Heilwig von der Mehden (1923–1997), Autorin und Kolumnistin
- Josef Neuhaus (1923–1999), bildender Künstler
- Heinz Schütte (1923–2007), römisch-katholischer Theologe und Ökumeniker
- Marianne Strauß-Ellenbogen (1923–1996), Jüdin, überlebte in Verstecken 1943–45
- Günter Volkmar (1923–2006), Gewerkschafter
- Günter Westerhoff (1923–2015), Schriftsteller
- Ludwig Wilhelm Wördehoff (1923–2015), Politiker
- Naftali Bezem (1924–2018), israelischer Maler und Bildhauer
- Walter Erasmy (1924–1993), Journalist
- Werner Göbel (1924–1955), Fußballspieler
- Kurt Grigoleit (1924–1988), Kameramann
- Ruth Leuwerik (1924–2016), Schauspielerin
- Leonhard Reinirkens (1924–2008), Schriftsteller, Autor und Rezitator
- Ernst Schmidt (1924–2009), Kommunalhistoriker, Autor
- Kurt Schweder (1924–2003), Heraldiker und Graveur
- Ingrid Siebeke (1924–2018), Politikerin
- Willi Wolf (1924–2007), Gewerkschafter und Politiker
- Ruth Beckmann (* 1925), Politikerin
- Karl Hirschland (1925–2015), Sohn des jüdischen Inhabers des Essener Bankhauses Levi Hirschland, Max Hirschland; später britischer Pädagoge
- Caroline Muhr (1925–1978), Schriftstellerin und Liedermacherin
- Anne Ranasinghe (1925–2016), sri-lankische Schriftstellerin
- Anno Schoenen (1925–2016), römisch-katholischer Ordensgeistlicher und Abt
- Heinz-Josef Thomé (1925–1991), Politiker
- Trude Unruh (1925–2021), Politikerin
- Heinz-Horst Deichmann (1926–2014), Unternehmer
- Helmut Holger (1926–2012), Schauspieler
- Franz Islacker (1926–1970), Fußballspieler
- Alfons Klein (1926–1984), Politiker
- Max Moszkowicz (1926–2022), niederländischer Rechtsanwalt
- Günter Müggenburg (1926–2002), Journalist
- Karl-Heinz Müller-Lancé (* 1926), Organist, Musikwissenschaftler und Musikpädagoge
- Uwe Schulten-Baumer senior (1926–2014), Spring- und Dressurreiter
- Alice Shalvi (1926–2023), israelische Professorin für Englische Literatur und Feministin
- Dieter Spethmann (1926–2016), Manager
- Fred M. Westfield (1926–2019), Ökonom und Wirtschaftsprofessor an der Vanderbilt University in Nashville
- Walter E. Aschaffenburg (1927–2005), Komponist
- Günther Grotkamp (1927–2023), Verlagsmanager und Geschäftsführer der WAZ-Mediengruppe
- Uwe-Jens Heuer (1927–2011), Politiker und Rechtswissenschaftler
- Uta Ranke-Heinemann (1927–2021), katholische Theologin und Autorin
- Günther Ruffert (1927–2010), Buchautor und Bauingenieur
- Hans-Gerd Schumann (1927–1991), Politikwissenschaftler und Hochschullehrer
- Karl-Heinz Spikofski (1927–1998), Fußballspieler und -trainer
- Rolf Becker (1928–2022), Journalist und Schriftsteller
- Ernst Behler (1928–1997), Philosoph
- Walter Teller (1928–1999), Pädiater
- Wolfgang Binsfeld (1928–2011), Klassischer und Provinzialrömischer Archäologe
- Friedhelm Ottfried Goepel (1928–2013), Maler und Kunsterzieher
- Konrad Hammacher (1928–2001), Gynäkologe
- Karlheinz Kaske (1928–1998), Vorstandsvorsitzender der Siemens AG
- Alfred Pohl (1928–2019), Graphiker und Holzschneider
- Max Pierre Schaeffer (1928–2000), Schriftsteller und Drehbuchautor
- Willy Schetter (1928–1992), Altphilologe
- Heinz Schreckenberg (1928–2017), Judaist, Philologe und Fachautor
- Bernhard Termath (1928–2004), Fußballspieler und -trainer
- Günter Wiegelmann (1928–2008), Volkskundler
- Joachim Zschocke (1928–2003), Schauspieler
- Fritz Bergmann (1929–2025), Politiker
- Bernhard Bußmann (1929–2013), Politiker
- Hansjürgen Daheim (1929–2023), Soziologe und Hochschullehrer
- Friedrich Arnold Gries (1929–2019), Internist, Diabetologe und Hochschullehrer
- Manfred Kapluck (1929–2014), Parteifunktionär
- Pierre Mendell (1929–2008), Grafikdesigner
- Helmut Rahn (1929–2003), Fußballspieler
- Helga Schmedt (1929–2022), Politikerin
- Jürgen Scholz (1929–2010), Unternehmer und Werbetexter
- Ilse Storb (* 1929), Musikwissenschaftlerin, Musikpädagogin und Hochschullehrerin
- Werner Trutwin (1929–2019), Philosoph, Theologe, Philologe und Religionswissenschaftler
- Gottfried Wurche (* 1929), Politiker
- Werner Bartels (1930–2004), Industriemanager
- Horst Ebert (1930–2008), Fußballspieler
- Inge Feltrinelli (1930–2018), deutsch-italienische Fotografin und Verlegerin
- James Ingo Freed (1930–2005), US-amerikanischer Architekt
- Alfred Herrhausen (1930–1989), Bankmanager
- Fritz-Heinz Himmelreich (1930–2020), Verbandsfunktionär
- Heinz Kubsch (1930–1993), Fußballspieler und WM-Teilnehmer 1954
- Ernst Dieter Lueg (1930–2000), Journalist
- Charlotte March (1930–2005), Fotografin
- Otto Mayr (1930–2025), Technikhistoriker, Generaldirektor des Deutschen Museums
- Herbert Rauter (1930–1986), Anglist
- Georg Salden (* 1930), Schriftgestalter und Typograf
- Lothar Sauer (1930–2018), Autor, Übersetzer und Fotograf
- Wulf Steinmann (1930–2019), Physiker und Universitäts-Rektor
- Arnulf Zweig (1930–2016), Philosoph
- Lothar Sauer (1930–2018), Autor, Übersetzer und Fotograf
- Rudolf Schenda (1930–2000), Volkskundler, Literaturwissenschaftler und Erzählforscher
- Theodor Schneider (* 1930), Theologe
- Wulf Steinmann (1930–2019), Physiker und Rektor der LMU München

#### 1931 bis 1940
- Horst Albach (1931–2021), Ökonom
- Klaus Bockmühl (1931–1989), Theologe
- Christiane Busch-Lüty (1931–2010), Ökonomin
- Winfried Hofmann (1931–2022), Medienpädagoge und Rektor der Katholischen Fachhochschule Nordrhein-Westfalen
- Rolf Leis (* 1931), Mathematiker
- Wolfgang Stockmeier (1931–2015), Komponist, Organist und Hochschullehrer
- Hans Waldenfels (1931–2023), Jesuit und Fundamentaltheologe
- Wolfgang Vaerst (1931–2015), Beamter im Bereich des Eisenbahnwesens
- Rudolf Apostel (* 1932), Politiker
- Rudolf Drese (1932–2003), Politiker
- Franz Grave (1932–2022), Weihbischof im Bistum Essen
- Günter Hagedorn (1932–2018), Sportwissenschaftler, Autor, Künstler sowie Basketballtrainer
- Margaret Klare (* 1932), Schriftstellerin
- Detlef Kleinert (1932–2016), Jurist, Manager und Politiker
- Heinrich Lummer (1932–2019), Politiker
- Werner Piotrowski (1932–2019), Manager
- Helmut Spiegel (1932–2014), Journalist und Autor
- Helmut van Thiel (1932–2014), Altphilologe
- Karl Vogelsang (1932–2006), Maler und Textildesigner
- Anna-Dorothee von den Brincken (1932–2021), Historikerin und Professorin für Mittelalterliche Geschichte an der Universität zu Köln
- Marianne von Weizsäcker (* 1932), Ehefrau des Bundespräsidenten Richard von Weizsäcker
- Manfred Glowatzki (1933–2014), Kirchenmusiker und Posaunenchorleiter
- Friedrich Hensel (* 1933), Physikochemiker
- Burghard Hüdig (1933–2020), Fotograf
- Rolf Jörres (* 1933), Bildhauer
- Engelbert Nelle (1933–2016), Politiker
- Ulrich Roehm (* 1933), Balletttänzer und Ballettpädagoge
- Hermann Josef Schuster (1933–2024), Jurist, Hochschullehrer und Staatssekretär in Berlin
- Helmut Fessen (* 1934), Historiker
- Rudolf Heidenblut (1934–2023), Politiker
- Irmtraud Kremp (* 1934), Übersetzerin und Science-Fiction-Autorin
- Helga Mateoschat (1934–2022), Kinderärztin und Verdienter Arzt des Volkes in der DDR
- Wilhelm Möhlig (1934–2023), Jurist und Afrikanist
- Wilhelm Montag (* 1934), Ruderer
- Karl Pellens (1934–2003), Historiker
- Elisabeth Rickal (1934–2025), Politikerin
- Frieder Sauer (1934–2000), Biochemiker, Biologe und Naturfotograf
- Friedrich-Wilhelm Schildberg (1934–2018), Hochschullehrer für Chirurgie
- Horst Stobbe (* 1934), Ruderer
- Bernhard Waldenfels (* 1934), Philosoph
- Gerd Albrecht (1935–2014), Dirigent
- Peter Gehrig (1935–2013), Dokumentarfilmer, Autor und Regisseur
- Luitgardis Hecker (1935–2021), Benediktinerin, Äbtissin der Abtei Mariendonk
- Norbert Henrichs (1935–2016), Informationswissenschaftler
- Norbert Kluge (1935–2022), Pädagoge und Sexualforscher
- Hans Joachim Kreutzer (1935–2018), Literatur- und Musikwissenschaftler, Hochschullehrer und Herausgeber
- Peter Kühne (1935–2015), Soziologe und Theologe
- Marianne Paus (1935–2015), Politikerin
- Alfred Rinken (* 1935), Professor und Präsident des Staatsgerichtshofs der Freien Hansestadt Bremen
- Helmut Salzinger (1935–1993), Schriftsteller, Herausgeber und Kleinverleger
- Brigitte Scheer (* 1935), Philosophin
- Ludwig Trutnau (1935–2015), Biologe, Autor und Naturfotograf
- Hans Josef Wieling (1935–2018), Rechtshistoriker und Jurist
- Peter Bares (1936–2014), Organist und Komponist für Kirchenmusik
- Adolf Borbein (* 1936), Klassischer Archäologe
- Peter Brinkert (1936–2014), Architekt
- Johann Michael Fritz (* 1936), Kunsthistoriker
- Peter Heinemann (* 1936), Politiker
- Franz Hillenkamp (1936–2014), Wissenschaftler im Bereich der Physikalischen Chemie
- Fritz Kreidt (1936–2020), Maler
- Klaus Lamotke (1936–2022), Mathematiker
- Jürgen Lodemann (* 1936), Schriftsteller und Fernsehjournalist
- Jo Pestum (1936–2020), Schriftsteller und Filmautor
- Hans Schemann (* 1936), Romanist und Sprachwissenschaftler
- Matthias Schießleder (1936–2024), Judoka
- Ulrich Schreiber (1936–2007), Musik- und Theaterkritiker sowie Autor
- Jürgen Schwarz (1936–2020), Politikwissenschaftler
- Elisabeth Volkmann (1936–2006), Schauspielerin, Komikerin und Synchronsprecherin
- Klaus Winter (1936–2000), Richter des Bundesverfassungsgerichts
- Hartmut Eggert (* 1937), Literaturwissenschaftler und Hochschullehrer
- Everhardt Franßen (* 1937), Richter und Präsident am Bundesverwaltungsgericht und Richter des Bundesverfassungsgerichts
- Annette Jäger (1937–2023), Politikerin
- Werner Nöfer (* 1937), Maler und Grafiker
- Karl-Ludwig Rehse (1937–2019), Schneider und Modeschöpfer
- Martin Schulze (1937–2014), Fernsehjournalist, Reporter, Moderator und Kommentator
- Franz Vorrath (1937–2022), Weihbischof in Essen
- Volkhard Windfuhr (1937–2020), Journalist und Arabist
- Hansjakob Becker (1938–2021), römisch-katholischer Theologe und Hochschullehrer
- Klaus Bergmann (1938–2002), Geschichtsdidaktiker
- Nikolaus Bode (* 1938), Bildhauer, Maler und Grafiker
- Bernd von Droste zu Hülshoff (* 1938), Forstwissenschaftler und Gründungsdirektor des UNESCO-Welterbezentrums, ehemals Beigeordneter Generaldirektor (ADG) der UNESCO.
- Klara van Eyll (* 1938), Archivarin und Direktorin des Rheinisch-Westfälischen Wirtschaftsarchivs in Köln
- Urs Jenny (1938–2025), Journalist, Kritiker und Dramaturg
- Karl-Artur Kovar (1938–2023), Professor für Pharmazeutische Analytik
- Hans Küppers (1938–2021), Fußballspieler
- Peter Landsberg (* 1938), Manager, Vorstandsvorsitzender von Alcatel SEL
- Jürgen Litz (* 1938), Ruderer
- Paul Neuhaus (* 1938), Schauspieler
- Otto Rehhagel (* 1938), Fußballspieler und -trainer
- Claus Stauder (1938–2024), Unternehmer und Sportfunktionär
- Heinz Steinmann (1938–2023), Fußball-Nationalspieler
- Karin Székessy (1938–2025), Fotografin
- Jürgen Thulke (* 1938), Politiker
- Hans-Georg Wehling (1938–2021), Politikwissenschaftler und Professor am Institut für Politikwissenschaft der Universität Tübingen
- Willi Wrenger (* 1938), Fußballspieler
- Erik Grafarend (1939–2020), Geodät
- Hermann Hartwich (* 1939), letzter Oberstadtdirektor
- Inge Hofmann (1939–2016), Afrikanisten und Hochschullehrerin
- Nicolaus A. Huber (* 1939), Avantgarde-Komponist, Professor
- Maria Jammes (* 1939), Politikerin
- Klaus Kinold (1939–2021), Architekt und Architekturfotograf
- Udo Klein (1939–2018), Fotograf und Verleger
- Hans-Peter Koepchen (1939–1999), Tourenwagenpilot und BMW-Tuner
- Karin Schmidt (1939–1997), Politikerin
- Jürgen Schornagel (1939–2025), Schauspieler
- Hans-Georg Soeffner (* 1939), Soziologe
- Erika Tappe (1939–2019), Künstlerin, Synchronsprecherin, Drehbuchassistentin, Schauspielerin und Autorin
- Jürgen Peter Wallmann (1939–2010), Literaturkritiker und Essayist
- Herbert Weinberg (* 1939), Fußballspieler
- Heinz Ludwig Arnold (1940–2011), Publizist
- Manfred Böcker (1940–2023), Politiker
- Jürgen Bücking (1940–1975), Historiker und Hochschullehrer
- Manfred Domrös (* 1940), Geograph
- Brigitte Hamann (1940–2016), Historikerin und Autorin
- Wolfgang Herborn (1940–2015), Historiker
- Heinz-Dieter Kallbach (* 1940), Verkehrspilot
- Ursula Kaufmann (* 1946), Tanz- und Theaterfotografin
- Brigitte Kronauer (1940–2019), Schriftstellerin
- Hans-Jürgen Lichtenberg (1940–2025), Politiker
- Marie-Luise Marjan (* 1940), Schauspielerin
- Richard Mathes (1940–2005), römisch-katholischer Geistlicher und Philosophieprofessor
- Werner Mauss (* 1940), Privatdetektiv
- Egon Plümer (1940–2021), Politiker
- Arnold Schoenenburg (* 1940), Politiker
- Josef Steffes-Mies (1940–2021), Ruderer
- Gerhard Storck (1940–2008), Kunsthistoriker
- Bernd Sülzer (1940–2012), Schriftsteller
- Eckart Werthebach (* 1940), Politiker
- Josef Zmijewski (* 1940), katholischer Theologe

#### 1941 bis 1950
- Klaus van Ackern (* 1941), Anästhesist
- Bernhelm Booß-Bavnbek (* 1941), Mathematiker und Hochschullehrer
- Dieter Borchmeyer (* 1941), Literaturwissenschaftler
- Karl-Josef Cramer (* 1941), Schauspieler
- Hans-Werner Engels (1941–2010), Sachbuchautor, Herausgeber und Lokalhistoriker
- Hans-Rimbert Hemmer (* 1941), Professor für Volkswirtschaftslehre
- Bernd Kaluza (1941–2017), Ökonom
- Eckhard Krautzun (* 1941), Fußballspieler und -trainer
- Klaus Lindemann (* 1941), Gymnasiallehrer und Germanist
- Helga Masthoff (* 1941), Tennisspielerin
- Ulrich Parzany (* 1941), evangelischer Theologe, Pfarrer und Prediger
- Ann-Monika Pleitgen (1941–2024), Schauspielerin und Schriftstellerin
- Horst Radtke (1941–2017), Politiker
- Horst Trimhold (1941–2021), Fußballspieler
- Eje Winter (* 1941), Schriftstellerin
- Klaus Willbrand (1941–2025), Antiquar
- Horst Bieber (1942–2020), Schriftsteller
- Ulrich Brinkmann (1942–2000), Politiker
- Traude Bührmann (* 1942), Reisende, Schriftstellerin, Übersetzerin, Fotografin und Dichterin
- Gernot Endemann (1942–2020), Schauspieler und Synchronsprecher
- Görg Haverkate (1942–2006), Rechtswissenschaftler und Hochschullehrer
- Dietrich Hollinderbäumer (* 1942), Schauspieler
- Eberhard Jochem (* 1942), Energiewissenschaftler
- Ute Jung-Kaiser (* 1942), Musikwissenschaftlerin und Hochschullehrerin
- Georg Klusemann (1942–1981), Maler und Kinderbuchautor
- Henning Schulte-Noelle (* 1942), Manager
- Karl Stary (* 1942), Besitzer der Verdienstmedaille des Verdienstordens der Bundesrepublik Deutschland
- Hartmut Vogtmann (* 1942), Agrarwissenschaftler und Naturschützer
- Herbert Girardet (* 1943), Publizist und Umweltaktivist
- Peter Jaszczyk (1943–2009), Mitglied des Aufsichtsrates der Adam Opel AG
- Norbert Königshofen (* 1943), Politiker
- Barbara Nüsse (* 1943), Schauspielerin
- Benny Quick (1943–1999), Pop- und Schlagersänger
- Bert Rürup (* 1943), Unternehmer
- Georg Berg (* 1944), Politiker
- Viktoria Brams (* 1944), Schauspielerin und Synchronsprecherin
- Jörg Friedrich (* 1944), Historiker, Privatgelehrter und Publizist
- Anna Jonas (1944–2013), Schriftstellerin
- Annegret Krauskopf (* 1944), Politikerin
- Rolf Kühn (* 1944), Philosoph
- Heinz-Elmar Tenorth (* 1944), Professor für Historische Erziehungswissenschaft
- Walter Trockel (* 1944), Wirtschaftstheoretiker
- Walter Dahlmann (* 1945), Tischtennisspieler
- Fritz Kollorz (1945–2019), Politiker
- Harry S. Morgan (1945–2011), Regisseur, Produzent und Journalist
- Woomy Schmidt (1945–2018), Journalist, Publizist sowie Radio- und TV-Moderator
- Günter Sponheuer (* 1945), Maler und Diplom-Designer
- Hedi Wegener (* 1945), Politikerin
- Jürgen Bartsch (1946–1976), pädophiler Serienmörder
- Ingrid Becker-Inglau (* 1946), Politikerin
- Hans-Günter Bruckmann (1946–2023), Politiker
- Egidius Doll (* 1946), Organist
- Hans Dörre (* 1946), Fußballspieler
- Ulrich Klaes (* 1946), Feldhockeyspieler
- Werner Müller (1946–2019), Politiker und Manager
- Klaus Scharioth (* 1946), Diplomat
- Corneel Voigt (* 1946), Fotograf und Werbefilmer
- Günter Fürhoff (1947–2016), Fußballspieler
- Wilfred Geominy (1947–2013), Klassischer Archäologe
- Diether Krebs (1947–2000), Schauspieler, Kabarettist und Komiker
- Manfred Müller (* 1947), Fußballspieler und Fernsehproduzent
- Kurt Neumann (* 1947), Schachspieler
- Rainer Pause (* 1947), Kabarettist
- Peter Pulte (* 1947), Jurist und Hochschullehrer
- Werner Reuber (* 1947), Maler
- Rainer Schröder (1947–2016), Jurist und Hochschullehrer
- Clivia Vorrath (1947–1989), Malerin und Kunsterzieherin
- Hans-Peter Zenner (* 1947), Mediziner
- Franz-Josef Britz (* 1948), Politiker
- Ingrid Bussmann (* 1948), Bibliothekarin
- Heinz Chur (* 1948), Komponist
- Klaus Franke (* 1948), Fußballspieler
- Barbara Freier (* 1948), Schauspielerin
- Heiner Heseler (* 1948), Volkswirt und Staatsrat
- Stephan Holthoff-Pförtner (* 1948), Rechtsanwalt, Unternehmer, Politiker und Minister in Nordrhein-Westfalen
- Brigitte Horn-Helf (* 1948), Übersetzungswissenschaftlerin
- Piet Klocke (* 1948), Musiker, Kabarettist, Autor, Schauspieler
- Uli Krohm (* 1948), Schauspieler, Sprecher und Synchronsprecher
- Ursula Rabe-Kleberg (* 1948), Bildungssoziologin
- Michael Rüsenberg (* 1948), Musikjournalist und Klangkünstler
- Wolfgang Becker-Brüser (* 1949), Arzt, Apotheker und Publizist
- Manfred Burgsmüller (1949–2019), Fußballspieler und -trainer
- Reimund Haas (1949–2023), Kirchenhistoriker
- Axel Honneth (* 1949), Philosoph
- Michael Lameck (* 1949), Fußballspieler
- Hans-Werner Lindgens (* 1949), Unternehmer
- Monika Pulch (* 1949), Fechterin
- Werner Schmidt (* 1949), Sportpädagoge und Hochschullehrer
- Michael Schomers (1949–2016), Journalist
- Hans-Georg Türstig (* 1949), Autor und Übersetzer
- Detlef Uhlemann (* 1949), Langstreckenläufer
- Wolfgang Albers (* 1950), Politiker
- Ulrich Deppendorf (* 1950), Journalist und Fernsehmoderator
- Siegfried Elsing (* 1950), Wirtschaftsjurist
- Makarios Hebler (1950–2017), Abt der Benediktinerabtei Tholey
- Gitti Hentschel (* 1950), Kommunikationswissenschaftlerin, Publizistin und Feministin
- Klaus Kürvers (* 1950), Architekt, Kulturhistoriker, Musiker
- Ursula Lötzer (* 1950), Politikerin
- Hans-Günter Mertens (* 1950), Politiker
- Willi Nowack (* 1950), Politiker
- Lutz E. von Padberg (* 1950), Historiker
- Norbert Schappacher (* 1950), Mathematiker
- Heinz-Peter Spahn (* 1950), Ökonom
- Manfred Wittrock (* 1950), Psychologe und Hochschullehrer

#### 1951 bis 1960
- Cord Beintmann (* 1951), Journalist, Autor und Lehrer
- Martin Dücker (* 1951), katholischer Kirchenmusiker und Sänger
- Axel Hütte (* 1951), Fotograf
- Christina Jehne (* 1951), Designerin und Fachbuchautorin
- Conny Lens (* 1951), Schriftsteller
- Tom Mega (1951–2002), Rocksänger und Songwriter
- Martin Mlecko (1951–2016), Fotograf, Konzeptkünstler und Filmemacher sowie Hochschullehrer
- Karl Schiewerling (1951–2021), Politiker
- Paul-Hermann Tiefenbach (* 1951), Politiker
- Peter Trautner (1951–2017), Künstler
- Oliver Vornberger (* 1951), Professor für Informatik
- Gerd-Peter Wolf (* 1951), Politiker
- Ulrich Wagner (* 1951), Sozialpsychologe
- Hans Wulf (* 1951), Fußballspieler
- Hans Blossey (* 1952), Luftbildfotograf
- Peter Busch (* 1952), Schriftsteller und Maler
- Walter Göbel (* 1952), Anglist, Amerikanist und Hochschullehrer
- Michael Jüllich (* 1952), Perkussionist und Komponist
- J. Marius J. Lange van Ravenswaay (* 1952), evangelischer Theologe
- Gerd Neuhaus (* 1952), römisch-katholischer Theologe, Hochschullehrer
- Klaus Pelizaeus (* 1952), Komponist, Textdichter und Schlagerproduzent
- Jochen Wiedemann (* 1952), Ingenieur und Hochschullehrer
- Eva Wilms (* 1952), Leichtathletin
- Ute Berg (* 1953), Politikerin
- Ludger Claßen (1953–2023), Verleger und Autor
- Alfred Bergmann (* 1953), Jurist
- Heinrich Dickerhoff (* 1953), Theologe, Pädagoge, Märchenerzähler, Autor und Herausgeber
- Gisela Diewald-Kerkmann (* 1953), Historikerin
- Eberhard Grames (* 1953), Fotograf
- Hanno Huth (* 1953), Filmproduzent
- Jan C. Joerden (* 1953), Rechtswissenschaftler und Hochschullehrer
- Klaus Kaldemorgen (* 1953), Fondsmanager
- Jochen Kolenda (* 1953), Schauspieler
- Reinhard Kuhn (* 1953), Brigadegeneral der Bundeswehr
- Helen Lauff (* 1953), Malerin, Zeichnerin und Papierrelief-Künstlerin
- Doro May (* 1953), Germanistin und Schriftstellerin
- Ulrike Muss (* 1953), Klassische Archäologin
- Beate Neuss (* 1953), Politikwissenschaftlerin, Hochschullehrerin
- Detlev Samland (1953–2009), Politiker
- Wolfgang Schöller (* 1953), Kunsthistoriker
- Reinhard K. Sprenger (* 1953), Autor von Managementliteratur
- Melanie Walz (* 1953), Übersetzerin
- Berthold Albrecht (1954–2012), Manager, Sohn des Aldi-Gründers Theodor Albrecht
- Thomas Bremer (* 1954), Romanist
- Holger Bunk (* 1954), Maler
- Norbert Gottschalk (* 1954), Jazzmusiker
- Andreas Köhler (* 1954), Politiker
- Stefan Kuhlmann (* 1954), Politikwissenschaftler und Hochschullehrer
- Dietrich Leder (* 1954), Medienwissenschaftler, Publizist und Filmschaffender
- Heinz Müller (* 1954), Politiker
- Karl-Heinz Podzielny (1954–2019), Schachspieler
- Martin Stratmann (* 1954), Chemiker und Korrosionsforscher
- Beatrix Tappeser (* 1954), Biologin und Politikerin (Bündnis 90/Die Grünen)
- Franjo Terhart (1954–2020), Autor
- Franz Thönnes (* 1954), Politiker
- Robert von Weizsäcker (* 1954), Ökonom und Professor für Volkswirtschaftslehre
- Michael Wildt (* 1954), Historiker
- Renée Zucker (* 1954), Journalistin und Schriftstellerin
- Heide Balzert (* 1955), Informatikerin, Hochschullehrerin für Softwaretechnik und Systemanalyse
- Jost Beilken (* 1955), Politiker
- Wolfgang Cziesla (* 1955), Schriftsteller und Literaturwissenschaftler
- Christa Feuerberg (* 1955), Künstlerin
- Joachim Grintsch (* 1955), Schriftsteller
- Gabriele Groneberg (* 1955), Politikerin
- Barbara Hahn (* 1955), Geographin und Professorin
- Thomas Hax-Schoppenhorst (* 1955), Sachbuchautor und Pädagoge
- Peter Herborn (* 1955), Jazzmusiker
- Michael Kämper-van den Boogaart (* 1955), Literaturwissenschaftler und Fachdidaktiker
- Arndt G. Kirchhoff (* 1955), Unternehmer und Verbandsfunktionär
- Angelika Kordfelder (* 1955), deutsche Politikerin (SPD)
- Walter Pilger (* 1955), Politiker
- Lutz Raphael (* 1955), Historiker und Professor
- Uwe Reinders (* 1955), Fußballspieler und -trainer
- Christoph Schickhardt (* 1955), Rechtsanwalt
- Regina Schmeken (* 1955), Fotokünstlerin
- Anne Terzibaschitsch (* 1955), Musikpädagogin, Pianistin und Komponistin
- Hans-Jürgen Weber (* 1955), Fußballschiedsrichter
- Walther C. Wever (* 1955), Jurist und Manager, Varta AG, Curanum AG
- Andreas Winkler (1955–2023), Architekt, Designer und Fotograf
- René Zey (* 1955), Autor
- Susanna Burghartz (* 1956), Historikerin
- Martin Dutzmann (* 1956), evangelisch-reformierter Theologe
- Bettina Franckenberg (* 1956 † 2018), bildende Künstlerin[2]
- Katharina Fritsch (* 1956), bildende Künstlerin
- Volker Grabow (* 1956), Ruderer
- Winfried Haunerland (1956–2023), römisch-katholischer Priester, Theologe, Professor und Direktor des Georgianums
- Detlef Hopp (* 1956), Archäologe
- Thomas Hörster (* 1956), Fußballspieler und -trainer
- Dirk Jung (1956–2019), Arzt
- Jürgen Kehrer (* 1956), Schriftsteller
- Jürgen Kiwit (* 1956), Professor der Neurochirurgie
- Birgit Kley (* 1956), Chanson-Sängerin und Texterin
- Martin Krebs (* 1956), Diplomat des Heiligen Stuhls und Erzbischof der römisch-katholischen Kirche
- Anja Kruse (* 1956), Schauspielerin
- Barbara Norton (* 1956), Kanutin
- Michael van Ofen (* 1956), Maler
- Patricia Oster-Stierle (* 1956), Romanistin, Literaturwissenschaftlerin, Hochschulpräsidentin
- Rolf Parr (* 1956), Professor für Germanistik
- Cornelia Prüfer-Storcks (* 1956), Politikerin
- Volker Sauer (* 1956), Ruderer, Vizeweltmeister
- Rainer Schwarz (* 1956), Flughafenmanager
- David D. Stern (* 1956), Künstler
- Jochen Struwe (* 1956), Professor sowie Unternehmensberater
- Andreas von Weizsäcker (1956–2008), Bildhauer
- Juliane Werding (* 1956), Sängerin, Liedermacherin und Heilpraktikerin
- Jörg Bartel (1957–2015), Journalist
- Thomas Bein (* 1957), Germanist, Mediävist und Hochschullehrer
- Thomas Bremer (* 1957), römisch-katholischer Theologe
- Ludger Fischer (* 1957), Bauhistoriker, Architekturkritiker und Politikwissenschaftler
- Thomas Gabriel (* 1957), Kirchenmusiker, Komponist und Arrangeur
- Franz-Ulrich Hartl (* 1957), Zellbiologe
- Diana Beate Hellmann (1957–2019), Autorin
- Jörg Iwer (* 1957), Dirigent, Komponist und Arrangeur
- Jürgen Kaminsky (* 1957), Fußballspieler und -trainer
- Johannes F. Kirchhoff (* 1957), Unternehmer
- Ralf Littke (* 1957), Geologe und Hochschullehrer
- Sylvia Löhrmann (* 1957), Politikerin
- Daniel Lüönd (1957–1987), Schweizer Schauspieler
- Andreas Meyer-Falcke (* 1957), Mediziner, Landesbeamter
- Jürgen Nendza (* 1957), Schriftsteller
- Ralf Richter (* 1957), Schauspieler
- Margarete Roderig (* 1957), Politikerin
- Heinrich Schafmeister (* 1957), Sänger und Schauspieler
- Volker Strycek (* 1957), Autorennfahrer und Manager
- Sabine Wefers (* 1957), Historikerin, Bibliothekarin und Herausgeberin
- Carl Emanuel Wolff (* 1957), Bildhauer und Hochschullehrer
- Alexander Christiani (* 1958), Jurist und Unternehmer
- Thomas Gsella (* 1958), Satiriker und Schriftsteller
- Wolfram Haack (* 1958), Schauspieler, Sprecher und Autor
- Altfrid Heger (* 1958), Autorennfahrer
- Harald Heker (* 1958), Vorstandsvorsitzender der GEMA
- Oliver Jordan (* 1958), Maler
- Andreas Peer Kähler (* 1958), Dirigent und Komponist
- Gerd Kerkhoff (* 1958), Unternehmensberater und Buchautor
- Dietmar Klinger (* 1958), Fußballspieler
- Frank Mill (1958–2025), Fußballspieler
- Michael Ophelders (* 1958), Schauspieler, Hörspielsprecher, Musicaldarsteller und Theaterregisseur
- Tilman Rossmy (* 1958), Songwriter, Folk- und Country-Liedermacher
- Wolfgang Ruehl (* 1958), Drehbuchautor und Regisseur
- Thomas Siepmann (* 1958), Informatiker und Professor
- Frank Vollertsen (* 1958), Werkstoffwissenschaftler
- Beatrice von Weizsäcker (* 1958), Juristin, Autorin und freie Journalistin
- Stephan Zelewski (* 1958), Betriebswirt
- Peter Brdenk (* 1959), Architekt und Lichtgestalter
- Ulrich Breuer (* 1959), Germanist und Hochschullehrer
- Lothar von Falkenhausen (* 1959), Archäologe und Sinologe
- Ludger Fittkau, (* 1959), Journalist
- Michael Hanfstängl (* 1959), evangelisch-lutherischer Pastor, Theologe und Missionswissenschaftler
- Thomas Krüger (* 1959), evangelischer Theologe
- Harald Lillmeyer (* 1959), Gitarrist
- Rüdiger Linck (* 1959), Jurist, Vizepräsident des Bundesarbeitsgerichts
- Fritz Rott (* 1959), Synchron- und Hörspielsprecher, Regisseur und Autor
- Jost Schmithals (* 1959), Kirchenmusiker, Chorleiter und Organist
- Matthias Skeb (* 1959), Patristiker
- Michael Tönnies (1959–2017), Fußballspieler
- Birgit Virnich (* 1959), Journalistin, TV-Redakteurin des WDR und Buchautorin
- Gudrun Gleba (* 1960), Mittelalterhistorikerin
- Frank Heibert (* 1960), Übersetzer, Autor und Musiker
- Dirk Hupe (1960–2021), Künstler
- Jürgen Jansen (* 1960), Fußballschiedsrichter
- Cordula Meier (* 1960), Kunst- und Designwissenschaftlerin, Hochschullehrerin
- Thomas Plaßmann (* 1960), Cartoonist und Karikaturist
- Elisabeth Raffauf (* 1960), Psychologin, Journalistin und Publizistin
- Richard von Rheinbaben (* 1960), Unternehmer und Mäzen
- Altfrid Sicking (* 1960), Jazz- und Unterhaltungsmusiker
- Bernd Ulrich (* 1960), Journalist
- Maximilian Verhas (* 1960), Bildhauer
- Mechthild Weber (* 1960), Politikerin (Bündnis 90/Die Grünen)
- Fritz von Weizsäcker (1960–2019), Mediziner
- Jörg Wolfradt (* 1960), Autor von Kinderbüchern, Theaterstücken und Hörspielen

#### 1961 bis 1970
- Ralf Agolli (* 1961), Fußballtrainer
- Anne Birkenhauer (* 1961), Übersetzerin aus dem Hebräischen
- Peter Bruns (* 1961), katholischer Geistlicher, Theologe und Kirchenhistoriker
- Andrea Fischer (* 1961), Politikerin
- Helge Haas (* 1961), Journalist und Fernsehmoderator
- Jörg Hahn (* 1961), Sportjournalist
- Elke Heinemann (* 1961), Schriftstellerin
- Hansi Küpper (* 1961), Fußballkommentator
- Jochen Malmsheimer (* 1961), Kabarettist
- Florian Matzner (* 1961), Kunstkritiker und Kurator
- Armin Meiwes (* 1961), „Kannibale von Rotenburg“
- Jörg Meuthen (* 1961), Politiker (AfD)
- Carolin Mylord (* 1961), Schauspielerin und Regisseurin
- Andreas Petters (* 1961), Politiker
- Beate Schlanstein (* 1961), Fernsehredakteurin des Westdeutschen Rundfunks
- Nikolaus Stein von Kamienski (* 1961), Regisseur und Drehbuchautor
- Martin Storck (* 1961), Gefäßchirurg und Professor
- Sabine B. Vogel (* 1961), Kunstkritikerin
- Ansgar Wessling (* 1961), Ruderer
- Monika Wienfort (* 1961), Neuzeithistorikerin
- Florian Wilk (* 1961), evangelischer Theologe
- Ralph Baumheier (* 1962), politischer Beamter
- Michael Borg-Laufs (* 1962), Diplom-Psychologe und Psychotherapeut
- Iris Borowy (* 1962), Historikerin und Professorin
- Georg Gresser (* 1962), Mediävist und Kirchenhistoriker
- Marie-Luise Heckmann (* 1962), Historikerin
- Petra Hinz (* 1962), Politikerin
- Dietmar Hüser (* 1962), Historiker
- Manuela Joest (* 1962), Schauspielerin
- Bruno Kahl (* 1962), Bundesbeamter
- Werner Kahl (* 1962), evangelischer Theologe, Hochschullehrer
- Dirk Küchmeister (1962–2014), deutscher Rechtsanwalt und TV-Darsteller
- Kilian Kleinschmidt (* 1962), Entwicklungshelfer
- Christof Loy (* 1962), Regisseur
- Andreas Meurer (* 1962), Musiker, Bassist und Songwriter der Band Die Toten Hosen
- Hans Anand Pant (* 1962), Erziehungswissenschaftler und Hochschullehrer
- Ingo Pickenäcker (* 1962), Fußballspieler
- Hubert Spiegel (* 1962), Journalist und Literaturwissenschaftler
- Mathias Haus (* 1963), Schlagwerker und Komponist
- Annette Hillebrandt (* 1963), Architektin
- Christoph Holstein (* 1963), Journalist und politischer Beamter (SPD)
- Georg Niehusmann (* 1963), Tontechniker, Musikproduzent, Jazzmusiker
- Volker Niehusmann (* 1963), Gitarrist
- Jan Olaf (* 1963), Physiker und Hochschullehrer für Wirtschaftsinformatik
- Jörg Orschiedt (* 1963), Prähistoriker
- Joachim Schoss (* 1963), Unternehmer und Stifter
- Andreas Thier (* 1963), Rechtshistoriker
- Lorenz Winkler-Horaček (* 1963), Klassischer Archäologe
- Sergio Allievi (* 1964), Fußballspieler
- Britta Altenkamp (* 1964), Politikerin
- Theresa Berlage (* 1964), Schauspielerin
- Heike Franzen (* 1964), Politikerin
- Jessica Gienow-Hecht (* 1964), Historikerin, Hochschullehrerin
- Johannes Gramm (* 1964), Maler, Bühnenbildner und Videokünstler
- Carola Groppe (* 1964), Historikerin und Erziehungswissenschaftlerin
- Sven Hanuschek (* 1964), Literaturwissenschaftler, Publizist und Hochschullehrer
- Kerstin Kexel (* 1964), Filmeditorin
- Frank Kontny (* 1964), Fußballspieler und -trainer
- Dirk Löhr (* 1964), Wirtschaftswissenschaftler
- Laurenz Lütteken (* 1964), Musikwissenschaftler
- Jörg Matysik (* 1964), Chemiker und Hochschullehrer
- Thomas Neuer (* 1964), Schachspieler
- Christoph Schäfer (* 1964), Bildhauer, Konzept- und Videokünstler
- Dirk Schmidt (* 1964), Schriftsteller und Drehbuchautor
- Michael Vassiliadis (* 1964), Vorsitzender der IG Bergbau, Chemie, Energie
- Jürgen Wegmann (* 1964), Fußballspieler und -trainer
- Ulrich Winter (* 1964), Romanist, Hochschullehrer
- Martin Becker (* 1965), Faustballspieler, Co-Trainer der deutschen Faustballnationalmannschaft
- Frank Beckmann (* 1965), Journalist
- Sabine Braun (* 1965), Leichtathletin
- Axel Klausmeier (* 1965), Kunsthistoriker
- Markus Knüfken (* 1965), Schauspieler
- Andreas Kröckel (* 1965), Dartspieler
- Christian Limberg (* 1965), Chemiker und Hochschullehrer
- Thomas Limpinsel (* 1965), Schauspieler
- Karl von Rohr (* 1965), Bankmanager, stellvertretender Vorstandsvorsitzender der Deutschen Bank AG
- Ralf Betz (* 1966), Autor und Schauspieler
- Frank Blackfire (* 1966), Gitarrist
- Thomas Borchert (* 1966), Sänger, Schauspieler und Musicaldarsteller
- Achim Bornhöft (* 1966), Komponist
- Peter Fabritz (* 1966), katholischer Geistlicher, Offizial des Erzbistums Köln
- Claus Heck (* 1966), Pseudonym Aléa Torik, Schriftsteller
- Ulrich Hoffmann (* 1966), Journalist
- Gerhard Klimeck (* 1966), deutsch-amerikanischer Wissenschaftler und Hochschullehrer
- Stefan Kramer (* 1966), Medienwissenschaftler, Sinologie und Hochschullehrer
- Heico Nickelmann (* 1966), Rockmusiker und Liedermacher
- Vera von Pentz (* 1966), Juristin und Richterin am Bundesgerichtshof
- Jörg Siepmann (* 1966), Filmproduzent und Filmemacher
- Kosmas Lars Thielmann (* 1966), Zisterzienser
- Bodo Wiegand-Hoffmeister (* 1966), Jurist und Hochschulrektor
- Ingo Appelt (* 1967), Komiker
- Natali Barrey (* 1967), deutsch-französische Filmeditorin
- Thomas Beimel (1967–2016), Komponist, Musikwissenschaftler und Bratschist
- Olaf Hampel (* 1967), American-Football-Spieler
- Anette Kramme (* 1967), Politikerin
- Christiane Kuhlmann (* 1967), Kunsthistorikerin und Kuratorin
- Andrea Liesner (* 1967), Hochschullehrerin für Erziehungswissenschaft
- Michael Paul Milow (* 1967), Schauspieler
- Roland Peil (* 1967), Schlagzeuger und Percussionist
- Mille Petrozza (* 1967), Sänger und Gitarrist der Band Kreator
- Bernhard Schneider (* 1967), Konzert- und Opernsänger
- Andrea Schumacher (* 1967), Filmeditorin, Drehbuchautorin und Filmemacherin
- Thomas Geier (* 1968), Erziehungswissenschaftler, Musiker und DJ
- Bob Hanning (* 1968), Handballtrainer
- Carsten Karmanski (* 1968), Jurist und Richter am Bundessozialgericht in Kassel
- Moritz Kleine-Brockhoff (* 1968), Basketballspieler
- Marcus Klossek (* 1968), Jazz- und Fusionmusiker
- Frank Klötgen (* 1968), Slampoet und Musiker
- Thomas Kutschaty (* 1968), Politiker
- Annette Reineke (* 1968), Phytomedizinerin
- Wolfgang Richter (* 1968), Schachspieler
- Andreas Sassen (1968–2004), Fußballtorhüter
- Gorden Wagener (* 1968), Automobil-Designer
- Hendryk Schamberger (* 1968), Eiskunstläufer
- Christian Siebrecht (* 1968), Feldhockey-Schiedsrichter
- Fabian Geyer (* 1969), Jurist und parteiloser Politiker
- Carsten Höfer (* 1969), Kabarettist, Autor, Moderator und Schauspieler
- Tanja Krones (* 1969), Medizinethikerin, Gesundheitswissenschaftlerin und Hochschullehrerin
- Jens Lehmann (* 1969), Fußballtorhüter
- Marion Poschmann (* 1969), Schriftstellerin
- Robert Strötgen (* 1969), Historiker und Informationswissenschaftler
- Jan Tenhaven (* 1969), Dokumentarfilmregisseur, Fernsehjournalist und Dozent
- Holger Gaißmayer (* 1970), Fußballspieler und -trainer
- Christian Halten (* 1970), Filmmusik-Komponist
- Marcel Häußler (* 1970), Autor und Übersetzer
- Jens Kölker (* 1970), Journalist und Fernsehmoderator
- Kai Krakenberg (* 1970), Kirchenmusiker
- Christof Söhngen (* 1970), Jazzmusiker
- Katja Werker (* 1970), Musikerin und Autorin

#### 1971 bis 1980
- Ralf Bockstedte (* 1971), Spielerberater und Rechtsanwalt
- Marc Degens (* 1971), Schriftsteller
- Roland Heep (* 1971), Drehbuchautor für Film und Fernsehen
- Martin Horn (* 1971), Karambolagebillardspieler, Welt- und Europameister
- Oliver Mallison (* 1971), Schauspieler
- Raphael Rubino (* 1971), Schauspieler
- Christoph Steegmans (* 1971), Journalist und stellvertretender Sprecher der deutschen Bundesregierung
- Henning Baum (* 1972), Schauspieler
- Christian von Gehren (* 1972), Dirigent
- Christoph Hartmann (* 1972), Politiker (FDP/DPS)
- Mike Hillenbrand (* 1972), Autor, Übersetzer und Verleger
- Christian Hoffstadt (* 1972), Philosoph und Medienwissenschaftler
- Christian Keller (* 1972), Schwimmer
- Stefan Keuter (* 1972), Politiker (AfD)
- Lars Korten (* 1972), Schauspieler
- Christian Möllmann (* 1972), Schauspieler und Sänger
- Thomas Ridder (* 1972), Fußballspieler
- Ann-Cathrin Sudhoff (* 1972), Schauspielerin
- Ralf Witzel (* 1972), Politiker (FDP)
- Jörg Bausch (* 1973), Schlagersänger, -texter und -komponist
- Karsten Dusse (* 1973), Autor und Redakteur
- Thomas Kufen (* 1973), Oberbürgermeister der Stadt Essen seit 2015
- Frank W. Montag (* 1973), Regisseur, Kameramann, Filmproduzent und Dozent
- Ulrike Nolte (* 1973), Science-Fiction-Autorin und Übersetzerin
- Christoph Rüffer (* 1973), Koch
- Jennifer Schubert (* 1973), Politikerin (Bündnis 90/Die Grünen)
- Alexander Schug (* 1973), Historiker
- Serdar Yüksel (* 1973), Politiker (SPD)
- Marcel Zeller (1973–2016), Profiboxer
- Florian Baxmeyer (* 1974), Filmregisseur
- Thilo Bischoff (* 1974), Koch
- Lars Gärtner (* 1974), Schauspieler
- Elmar Haardt (* 1974), Fotokünstler
- Markus von Lingen (* 1974), Schauspieler
- Oliver Mik (* 1974), Koch
- Michael Moll (* 1974), Autor
- Kristin Shi-Kupfer (* 1974), Sinologin und Politikwissenschaftlerin
- Kristian Zedi (* 1974), Fußballspieler
- Rudolf Zedi (* 1974), Fußballspieler
- Robin Alexander (* 1975), Journalist und Autor
- Matthias Haake (* 1975), Althistoriker
- Milli Häuser (* ≈1975), Sängerin
- Nicole Kemper (* 1975), Tierärztin und Hochschullehrerin
- Stephan Lipke (* 1975), Ordensgeistlicher, Weihbischof in Nowosibirsk
- Christiane Weber (1975–2012), Sängerin, Musikkabarettistin und Texterin
- Martin Wein (* 1975), Journalist und Autor
- Alexander Wichert (* 1975), Autor
- Esther Bernstorff (* 1976), Drehbuchautorin
- Robby Dannenberg (* 1976), Drehbuchautor und Regisseur
- Nicholas Ganz (* 1976), Fotograf und Autor
- Markus Reiter (* 1976), Fußballspieler und -trainer
- Heiko Sauer (* 1976), Rechtswissenschaftler und Hochschullehrer
- Ingo Vogel (* 1976), Politiker (SPD)
- Daniela Arndt (* 1977), Fußballspielerin
- Celia Kim (* 1977), Schauspielerin
- Thomas Rauer (* 1977), Eiskunstläufer
- Till Veltmann (* 1977), Rechtsanwalt, Repetitor und Autor
- Vanessa Baudzus (* 1978), Fußballspielerin
- Björn Bonn (* 1978), Schauspieler
- Dennis Brinkmann (* 1978), Fußballspieler
- Marius Ebbers (* 1978), Fußballspieler
- Adrienne Haan (* 1978), deutsch-luxemburgische Schauspielerin, Sängerin und Produzentin
- Elke Hipler (* 1978), Riemenruderin
- Sven Neuhaus (* 1978), Fußballtorhüter
- Roland Riebeling (* 1978), Schauspieler
- Criss Source (* 1978), DJ, Musikproduzent und Betreiber einer Plattenfirma
- Emanuel V. Towfigh (* 1978), Rechtswissenschaftler
- Maik Cioni (* 1979), deutsch-italienischer Radrennfahrer
- Sascha Göpel (* 1979), Schauspieler
- Jörg Pohl (* 1979), Schauspieler
- Stephanie Rauer (* 1979), Eiskunstläuferin
- Jan Recker (* 1979), Wirtschaftsinformatiker
- Tim Reichert (* 1979), Fußballspieler
- Anna Sauerbrey (* 1979), Journalistin
- Anne Sarah Schönemann (* 1979), Schauspielerin
- Elena-Katharina Sohn (* 1979), Sachbuch-Autorin
- Lajos Wenzel (* 1979), Schauspieler
- David Hain (* 1980), Basketballspieler
- Nora Hecker (* 1980), Theaterregisseurin und Dramaturgin
- Marcus Overbeck (* 1980), Regisseur und Filmproduzent
- Christoph Pütthoff (* 1980), Schauspieler, Hörspiel- und Synchronsprecher
- Daniel Sdunek (* 1980), Handballtorwart
- Ingo Vogel (* 1976), Politiker
- Sascha H. Wagner (* 1980), Politiker

#### 1981 bis 1990
- Ali Bilgin (* 1981), Fußballspieler
- Ivanka Brekalo (* 1981), Schauspielerin
- Andrea Kießling (* 1981), Rechtswissenschaftlerin
- Maximilian Longrée (* 1981), Triathlet und Ironman-Sieger
- Christian Mikolajczak (* 1981), Fußballspieler
- Christian Bandurski (* 1982), Fußballschiedsrichter
- Lena Krüper (* 1982), Schauspielerin
- Reinhard Remfort (* 1982), Physiker, Autor, Podcaster und Wissenschaftskommunikator
- Florian Schott (* 1982), Regisseur, Filmproduzent und Drehbuchautor
- Anna Basener (* 1983), Schriftstellerin und Heftromanautorin
- Tobias Brecklinghaus (* 1983), Synchronsprecher
- Linda Bresonik (* 1983), Fußballspielerin
- Sandra Deilmann (* 1983), Fußballspielerin
- Michael Haaß (* 1983), Handballspieler
- Christopher Hallmann (* 1983), Zehnkämpfer
- Akay Kayed (* 1983), Popsänger und Eventmanager
- Marlon Kittel (* 1983), Schauspieler
- Benjamin Reichert (* 1983), Fußballspieler
- Veysel Gelin (* 1984), Rapper und Schauspieler
- Daniel Wende (* 1984), Eiskunstläufer
- Onur Cinel (* 1985), Fußballtrainer
- Daniel Hain (* 1985), Basketballspieler
- Matthias Hein (* 1985), Koch
- Till Kaesbach (* 1985), politischer Beamter (CDU)
- Sascha Mölders (* 1985), Fußballspieler
- Sören Pirson (* 1985), Fußballspieler
- Rasmus Andresen (* 1986), Politiker
- Favorite (* 1986), Rapper
- Mechthild Gläser (* 1986), Schriftstellerin
- Markus Heppke (* 1986), Fußballspieler
- Mario Klinger (* 1986), Fußballspieler
- Jan-Philipp Priebsch (* 1986), Eishockeyspieler
- Tim Stebani (* 1986), Autorennfahrer
- Manuel Tur (* 1986), Musiker, Labelgründer und DJ
- Jessica Weiß (* 1986), Unternehmerin, Moderatorin, Autorin und Modejournalistin
- Thorsten Bartzok (* 1987), Leistungssportler und Weltrekordhalter
- Jens Grembowietz (* 1987), Fußballspieler
- Philipp Hasselbach (* 1987), Neonazi
- Kathrin Längert (* 1987), Fußballspielerin
- Sinan-G (* 1987), Rapper
- Niklas Stegmann (* 1987), Fußballspieler
- Dietrich Aden (* 1988), Kommunalpolitiker
- Torsten Ankert (* 1988), Eishockeyspieler
- Lisa Fasselt (* 1988), Seglerin
- Kevin Freiberger (* 1988), Fußballspieler
- Mandy Islacker (* 1988), Fußballspielerin
- Kevin Nennhuber (* 1988), Fußballspieler
- Alexander Walkenhorst (* 1988), Beachvolleyballspieler
- Daniel Wisgott (* 1988), Ruderweltmeister
- Benjamin Bara (* 1989), Schauspieler
- Fatih Candan (* 1989), Fußballspieler
- Denis Schmitz (* 1989), Musiker
- Dominik Borutzki (* 1990), Fußballspieler
- Timo Brauer (* 1990), Fußballspieler
- Clara Dolny (* 1990), Schauspielerin
- Nico Sallach (* 1990), Metal-Sänger
- PA Sports (* 1990), Rapper
- Kira Walkenhorst (* 1990), Beachvolleyballspielerin, Olympiasiegerin und Weltmeisterin

#### 1991 bis 2000
- Jo Beyer (* 1991), Jazz-Schlagzeuger
- Torben Brinkmann (* 1991), Schauspieler
- Irini Ioannidou (* 1991), Fußballspielerin
- Turid Knaak (* 1991), Fußballspielerin
- Ivan Paurević (* 1991), Fußballspieler
- Luisa Charlotte Schulz (* 1991), Schauspielerin, Sängerin und Comedienne
- Akın Emanuel Şipal (* 1991), deutsch-türkischer Dramatiker und Drehbuchautor
- Predrag Stevanović (* 1991), Fußballspieler
- Sarah Freutel (* 1992), Fußballspielerin
- GermanLetsPlay (* 1992), Webvideoproduzent
- Sonja Greinacher (* 1992), Basketballspielerin
- Julian Korb (* 1992), Fußballspieler
- Roman Müller-Böhm (* 1992), Politiker (FDP)
- Ramona Petzelberger (* 1992), Fußballspielerin
- Aleksandar Stevanović (* 1992), Fußballspieler
- André Hoffmann (* 1993), Fußballspieler
- Lukas Raeder (* 1993), Fußballspieler
- Pia Walkenhorst (* 1993), Volleyballspielerin
- Hendrik Bonmann (* 1994), Fußballspieler
- Amanda Lasker-Berlin (* 1994), Schriftstellerin
- Marlon Ritter (* 1994), Fußballspieler
- Marian Sarr (* 1995), Fußballspieler
- Tabea Hilbert (* 1996), Synchronsprecherin
- Atakan Karazor (* 1996), Fußballspieler
- Lukas Kleckers (* 1996), Snookerspieler
- Leroy Sané (* 1996), Fußballspieler
- Wilfried Sarr (* 1996), Fußballspieler
- Nicole Schott (* 1996), Eiskunstläuferin
- Can Serdar (* 1996), Fußballspieler
- Damian Wierling (* 1996), Schwimmsportler
- Haymenn Bah-Traoré (* 1997), togoisch-deutscher Fußballspieler
- Lukas Boeder (* 1997), Fußballspieler
- Yassine Bouchama (* 1997), deutsch-marokkanischer Fußballspieler
- Malek Fakhro (* 1997), deutsch-libanesischer Fußballspieler
- Tim Heinemann (* 1997), Autorennfahrer
- Henrike Sahlmann (* 1997), Fußballspielerin
- Till Schumacher (* 1997), Fußballspieler
- Steve Tunga (* 1997), Fußballspieler
- Luise Wanser (* 1997), Seglerin
- Luke Hemmerich (* 1998), Fußballspieler
- Maxim Leitsch (* 1998), Fußballspieler
- Florian Mayer (* 1998), Fußballspieler
- Mats Rosenkranz (* 1998), Tennisspieler
- Boris Tomiak (* 1998), Fußballspieler
- Tom Baack (* 1999), Fußballspieler
- Jason Çeka (* 1999), Fußballspieler
- Yannick Flohé (* 1999), Sportkletterer
- Dominik Klann (* 1999), Fußballspieler
- Greta Sophie Schmidt (* 1999), Schauspielerin
- Timon Weiner (* 1999), Fußballtorhüter
- Walentina Doronina (* 2000), Reality-TV-Teilnehmerin und Influencerin
- Dimitrios Ioannidis (* 2000), Fußballspieler

### 21. Jahrhundert
- Lara Darowski (* 2002), Volleyballspielerin
- Noel Futkeu (* 2002), deutsch-kamerunischer Fußballspieler
- Katharina Haferkamp (* 2002), Volleyballspielerin
- Samira 151 (* 2002), Sängerin
- Paula Schürholz (* 2002), Volleyball- und Beachvolleyballspielerin
- Youssef Amyn (* 2003), Fußballspieler
- Abu-Bekir El-Zein (* 2003), deutsch-libanesischer Fußballspieler
- Mustafa Kourouma (* 2003), Fußballspieler
- Katharina Piljić (* 2003), Fußballspielerin
- Sidi Sané (* 2003), deutsch-französischer Fußballspieler
- Julie Terlinden (* 2007), Fußballspielerin

## Bekannte Einwohner von Essen

### Bis zum 18. Jahrhundert
- Hildegrim von Chalons (760–827), zweiter Abt der Reichsabtei Werden
- Mathilde (949–1011), Äbtissin des Stifts Essen
- Heinrich Duden († 1601), Abt der Reichsabtei Werden
- Ferdinand von Erwitte (1628–1706), Abt der Reichsabtei Werden
- Johann Heinrich Zopf (1691–1774), pietistischer Pädagoge und Historiker
- Bernhard Bierbaum (1730–1798), Abt der Reichsabtei Werden
- Zacharias Gerhard Diederich Baedeker (1750–1800), Verleger, Buchhändler und Hochfürstlicher Hofbuchdrucker
- Beda Savels (1755–1828), letzter Abt der Reichsabtei Werden
- Johannes Alois Theodor Nienhausen (1756–1815), Bürgermeister der Bürgermeisterei Altenessen 1811 bis 1815
- Theodor van Gülpen (1761–1840), Hauptpastor an der Abteikirche des Benediktinerklosters Werden und Kanzleipräsident
- Alexander Heinrich von dem Bottlenberg gen. von Schirp (sen.) (1773–1824), Bürgermeister der Bürgermeisterei Werden
- Anton Klein (1775–1853), Oberbürgermeister der Stadt Essen
- Heinrich Heintzmann (1778–1858), Geheimer Bergrat, Stadtverordneter, Direktor der Gesellschaft Verein
- Maximilian Friedrich von Vittinghoff (1779–1835), Bürgermeister von Altenessen, Steele, Rellinghausen
- Christian Noot (1783–1859), Bürgermeister von Altenessen und Steele
- Samuel Friedrich Biegon von Czudnochowski (1789–1864), Bürgermeister von Altenessen und Steele
- Ernst Gotthilf Honigmann (1789–1848), Bergmann, Leiter der Essener Stinnes-Zechen
- Ludwig Stock (um 1790–1843), Bürgermeister der Bürgermeisterei Borbeck von 1823 bis 1840
- Johann Heinrich Horstmann (1795–1860), Oberbürgermeister der Stadt Essen
- Franziska Christine von Pfalz-Sulzbach (1796–1776), Fürstäbtissin des Stifts Essen
- Theodor Märcker (1796–1876), Bürgermeister von Kettwig, Werden und der Stadt Steele
- Bertram Pfeiffer (1797–1872), Oberbürgermeister der Stadt Essen
- Friedrich Wilhelm Wilberg (1797–1852),  Philologe und Pädagoge, Direktor des Burggymnasiums

### 19. Jahrhundert
- Moses Hirschland (1810–1888), Arzt und Ratsherr der Stadt Essen
- Friedrich de Wolff (1812–1875), Bürgermeister von Altenessen und Steele
- Theodor Goldschmidt (1817–1875), Chemiker und Gründer der Chemischen Fabrik Theodor Goldschmidt
- Moses Blumenfeld (1821–1902), Lehrer, Politiker, jüdischer Prediger
- Theodor von Cloedt (1821–1898), Bürgermeister von Steele
- Theodor Stauder (1821–1882), Bierbrauer und Gründer der Privatbrauerei Jacob Stauder
- August Kind (1824–1904), Architekt und Baubeamter der Reichspost; Kreisbaumeister in Essen 1856–68
- Joseph Hoeren (1825–1907), Bürgermeister von Stoppenberg
- Adolf Knaudt (1825–1888), Industrieller, Ingenieur und Firmengründer
- Gustav Kraemer (1828–1890), Architekt, Regierungsbaumeister und Leiter des Kruppschen Baubüros
- Julius Rasch (1830–1887), Architekt und Baubeamter
- Ernst Heinrich Lindemann (1833–1900), Oberbürgermeister der Stadt Essen
- Hans Niemeyer (1834–1917), Justizrat, Mäzen der Essener Musik
- Fritz Asthöwer, (1835–1913), Ingenieur, Krupp-Direktor, Stadtverordneter
- Gustav Hache (1835–1886), Oberbürgermeister der Stadt Essen
- Theodor Heider (1837–1913), Bürgermeister der Stadt Steele und der Bürgermeistereien Steele-Land und Überruhr
- Friedrich Lange (1837–1918), Industrieller, unbesoldeter Beigeordneter der Bürgermeisterei Borbeck
- Hermann Elting (1838–1898), Mitglied der städtischen Baukommission und Stadtverordneter der Stadt Essen
- Wilhelm Girardet (1838–1918), Verleger und Gründer der Druckerei Graphische Betriebe W. Girardet
- Wilhelm Munscheid (1839–1913), Industrieller, Gemeinderat in Kray
- Ernst Péan (1840–1911), Bürgermeister der Bürgermeisterei Altenessen
- Albert Berthold (1841–1926), erster Theaterdirektor des Grillo-Theaters
- Peter Zindel (1841–1902), Architekt
- Joseph Sartorius (1842–1910), Bürgermeister der Bürgermeisterei Rellinghausen
- Julius Flügge (1843–1920), Architekt
- Hanns Jencke (1843–1910), Prokurist Alfred Krupps, Präsident der Handelskammer Essen 1885 bis 1902
- Hugo Jesse (1843–1918), Politiker, Bürgermeister von Steele
- Ludwig Klüpfel (1843–1915), Jurist, Wirtschaftsmanager, Sozialpolitiker, Stadtverordneter
- Georg Hendrik Witte (1843–1929), Komponist, Königlicher und Städtischer Musikdirektor sowie Leiter des Musikvereins Essen, der späteren Philharmoniker
- Rudolf Heinrich (1845–1917), Bürgermeister von Borbeck
- Isaac Hirschland (1845–1912), Bankier, Stadtverordneter der Stadt Essen und Kommerzienrat
- Albert Müller (1847–1925), Bankier, Stadtverordneter der Stadt Essen und Geheimer Kommerzienrat
- Otto Budde (1848–1909), Maschinenbau-Ingenieur und Industriemanager
- Ludwig Soldan (1848–1896), Bürgermeister der Bürgermeisterei Werden
- Theodor Stankeit (1848–1927), letzter Bürgermeister von Altenessen
- Johannes Goerres (1849–1905), Beigeordneter der Stadt Essen
- Carl Nordmann (1849–1922), Architekt
- Carl Matthias Aloys Pietz (1849–1881), Bürgermeister von Steele
- Erich Zweigert (1849–1906), Oberbürgermeister der Stadt Essen
- Margarethe Krupp (1854–1931), Ehefrau von Friedrich Alfred Krupp, treuhänderische Konzernleiterin und Stiftungsgründerin
- Otto Knaudt (1855–1911), Ingenieur, Unternehmer, Stadtverordneter
- Robert Schmohl (1855–1944), Architekt, Leiter des kruppschen Baubüros, Stadtverordneter
- Adolf Hopmann (1856–1909), Mitinhaber der Werdener Tuchfabrik Wiese, Beigeordneter der Stadt Werden
- Karl Goldschmidt (1857–1926), Chemiker und Unternehmer, Mitinhaber der Chemischen Fabrik Goldschmidt
- Friedrich Haumann (1857–1924), 2. Beigeordneter der Stadt Essen, später Oberbürgermeister von Solingen,
- Carl Meyer (1857–1925), Bürgermeister der Bürgermeisterei Stoppenberg
- August Max Fiedler (1859–1939), Generalmusikdirektor der Stadt Essen
- Karl Klingemann (1859–1946), evangelischer Geistlicher, Generalsuperintendent der Rheinprovinz
- Max Rötger (1860–1923), Landrat Kreis Essen, Vorsitzender des Direktoriums Krupp, Vorsitzender der Handelskammer Essen
- Hans Goldschmidt (1861–1923), Chemiker und Unternehmer, Mitinhaber der Chemischen Fabrik Goldschmidt
- Konrad Ribbeck (1861–1929), Lehrer am Burggymnasium, Stadtarchivar und Stadthistoriker
- Bernhard Schulz (1861–1933), Bürgermeister der Stadt Steele, Architekt
- Josef Meermann (1862–1938), Mitbegründer des Kaufhauses Cramer & Meermann
- Wilhelm Weigle (1862–1932), evangelischer Theologe, Pfarrer und Jugendseelsorger, Gründer des Weigle-Hauses
- Wilhelm Farwick (1863–1941), Bürgermeister der Stadt Steele, Politiker der Deutschen Zentrumspartei
- Theodor Reismann-Grone (1863–1949), Oberbürgermeister der Stadt Essen
- Stanislaus Fuchs (1864–1942), Intendant
- Jacob Arntz (1865–unbekannt), Bürgermeister der Bürgermeisterei Kupferdreh
- Karl Bernhard Bamler (1865–1926), Meteorologe, Pionier des Freiballonfahrens
- Gustav Beckmann (1865–1939), Musikdirektor, Gründer des Essener Bachchores
- Wilhelm Albert Beckmann (1865–1924), Gutsbesitzer, Kommunalpolitiker und Ehrenbürger von Kray
- Wilhelm Holle (1866–1945), Oberbürgermeister der Stadt Essen
- Christian Kloft (1867–1938), Politiker der Zentrumspartei, Mitglied des Preußischen Landtages
- Albert Erbe (1868–1922), Architekt, Stadtplaner und Baubeamter
- Heinrich Vielhaber (1868–1940), Jurist, Stadtverordneter, Provinziallandtagsabgeordneter, Vorstandsmitglied mehrerer Unternehmen
- Richard Foerster (1869–1940), Diplom-Bergingenieur und Mitglied im Aufsichtsrat der Friedrich Krupp AG
- Anna Heinemann (1869–1938), Schriftstellerin
- Robert Schmidt (1869–1934), Beigeordneter, Verbandsdirektor
- Andreas Hopmann (1870–1943), Bürgermeister von Kettwig
- Gustav Knepper (1870–1951), Industrieller, Bergwerksdirektor
- Gustav Krupp von Bohlen und Halbach (1870–1950), Diplomat und Aufsichtsratsvorsitzender der Friedrich Krupp AG
- Carl Hold (1871–1946), Industrieller, Ehrenbürgermeister der Bürgermeisterei Karnap
- Oskar Schwer (1872–1921), Architekt
- Jacob Weber (1872–1944), Politiker, letzter Bürgermeister von Kray
- Benno Strauß (1873–1944), Metallurg und Physiker, Wegbereiter zum industriellen Einsatz von nichtrostendem Stahl
- Joseph Breuer (1874–1953), Kommunalpolitiker, Bürgermeister von Werden
- Edmund Körner (1874–1940), Architekt
- Heinrich Limbertz (1874–1932), Redakteur, Reichstagsabgeordneter
- Georg Metzendorf (1874–1934), Architekt
- Maria Schmitz (1875–1962), Lehrerin, Vorsitzende im Verein katholischer deutscher Lehrerinnen, Reichstagsabgeordnete
- Karl Imhoff (1876–1965), Bauingenieur und Pionier der Abwassertechnik, Geschäftsführer des Ruhrverbands
- Ernst Kahrs (1876–1948), Naturwissenschaftler und Direktor des Ruhrlandmuseums
- Franz Bracht (1877–1933), Oberbürgermeister der Stadt Essen
- Erich Leimkugel (1877–1947), Apotheker, Ballonfahrer, Stadtverordneter
- Eduard Spoelgen (1877–1975), Stadtbauinspektor
- Wilhelm Vogelsang (1877–1939), Unternehmer
- Ernst Bode (1878–1944), Architekt
- Heinrich Imbusch (1878–1945), Stadtverordneter, Reichstagsabgeordneter, Gewerkschaftsführer
- Rudolf Korte (1878–1950), Gartenbaudirektor der Stadt Essen
- Josef Rings (1878–1957), Architekt und Stadtplaner
- Tilo von Wilmowsky (1878–1966), Verwaltungsjurist, Industrieller
- Paul Hoffmann, (1879–1949), Unternehmer, NSDAP-Politiker
- Marcus Krüsmann (1879–1964), Beigeordneter von Altenessen 1907–1911
- Hans Luther (1879–1962), Oberbürgermeister der Stadt Essen
- Philipp Rappaport (1879–1955), Architekt, Stadtplaner, Hochschullehrer, Autor, Direktor des Siedlungsverbands Ruhrkohlenbezirk
- Heinrich Schäfer (1879–1951), Oberbürgermeister der Stadt Essen
- Adam Weinhag (1879–1937), Architekt
- Walter Hohmann (1880–1945), Raumfahrtpionier
- Artur Jacobs (1880–1968), Pädagoge, Mathematiker, Mitgründer der Volkshochschule
- Alfred Fischer (1881–1950), Architekt
- Heinrich Reisner (1881–1969), Gründer und Direktor des Hauses der Technik (HdT)
- Curt Bucerius (1882–1951), Architekt
- Hermann Abendroth (1883–1956), Dirigent der Essener Philharmoniker
- Hugo Rosendahl (1884–1964), Oberbürgermeister der Stadt Essen
- Robert Jahn (1885–1962), Lehrer am Realgymnasium Bredeney, Stadtarchivar
- Hans Rose (1885–1969), Marineoffizier
- Hans Spethmann (1885–1957), Wirtschaftsgeograph und Geologe
- Hermann Klewer (1886–1957), Gewerkschafter, Kommunalpolitiker
- Magdalene von Waldthausen (1886–1972), Landtagsabgeordnete der CDU in Nordrhein-Westfalen
- Felix Wilhelm Beielstein (1886–1964), Schriftsteller
- Richard Disch (1887–1949), Bürgermeister der Stadt Steele, Jurist
- Fritz von Waldthausen (1887–1957), Bankier
- Marta Baedeker (1889–1973), Verlagsbuchhändlerin, Geschäftsführerin des G. D. Baedeker Verlags, Gründerin der G. D. Baedeker-Stiftung
- Just Dillgardt (1889–1960), Oberbürgermeister der Stadt Essen
- Else Schubert-Christaller (1891–1982), evangelische Autorin
- Sturm Kegel (1892–1979), Beigeordneter, Baudezernent und Verbandsdirektor des Siedlungsverbands Ruhrkohlenbezirk
- Heinz Renner (1892–1964), Politiker der KPD, Oberbürgermeister der Stadt Essen
- Felix Wolfes (1892–1971), Musikalischer Oberleiter, 1. Kapellmeister des Opernhauses Essen (1924/25–1930/31)
- Carl Hundhausen (1893–1977), Kommunikationsmanager und -berater, Wegbereiter der Public Relations
- Jo Pieper (1893–1971), Maler und Grafiker
- Günther von Stosch (1893–1955), Politiker
- Johannes Schüler (1894–1966), Städtischer Musikdirektor
- Gustav Adolf Lehnert (1896–1976), Kriminalbeamter
- Fritz Schupp (1896–1974), Architekt
- Wilhelm Busch (1897–1966), Pfarrer, Leiter des Weigle-Hauses
- Wilhelm Nieswandt (1898–1978), Oberbürgermeister der Stadt Essen
- Aribert Rödel (1898–1965), Architekt
- Gustav Heinemann (1899–1976), Oberbürgermeister der Stadt Essen und Bundespräsident
- Thea Rasche (1899–1971), Pilotin und Journalistin
- Emil Schultz (1899–1946), Ratsherr der Stadt Essen, SA-Führer, Reichstagsabgeordneter
- Albert Bittner (1900–1980), Städtischer Musikdirektor, Musikalischer Leiter des Opernhauses, Leiter der Essener Philharmoniker
- Erna Berger (1900–1990), Opern- und Konzertsängerin (Sopran)

### 20. Jahrhundert
- Kurt Jooss (1901–1979), Tänzer, Choreograf und Tanzpädagoge, Mitgründer der Folkwangschule
- Hans Dütting (1903–1966), Industrieller und Funktionär des Deutschen Alpenvereins (DAV)
- Bruno Krell (1903–1976), Bildhauer
- Florin Laubenthal (1903–1964), Chefarzt der Nervenklinik am Klinikum Essen
- Herman Gehrig (1904–1967), Architekt
- Karl Johannes Heyer (1904–1995), römisch-katholischer Priester und Autor
- Gerhard Marquardt (1904–1983), Kranführer bei Krupp, Gerechter unter den Völkern
- Emanuel Lindner (1905–1985), Architekt
- Hellmuth Greinert (1906–1967), Jurist, Politiker, Oberstadtdirektor, Vorstandsmitglied der RWE AG
- Otto Kohler (1909–1984), katholischer Geistlicher und NS-Opfer
- Hermann Schröter (1909–1990), Archivar und Heimatforscher
- Franz Hengsbach (1910–1991), erster Bischof von Essen, Kardinal
- Gustav König (1910–2005), Musikalischer Leiter der Oper, Generalmusikdirektor
- Gerd Lichtenhahn (1910–1964), Architekt (Grugahalle, Grugabad etc.)
- Berthold Beitz (1913–2013), Manager, Generalbevollmächtigter Alfried Krupp von Bohlen und Halbachs
- Herbert Lungwitz (1913–1992), Bildhauer
- Gertrud Pawlik (1913–2024), deutsche Altersrekordlerin, zeitweise älteste in der Stadt Essen und in Deutschland lebende Person
- Horst Loy (1914–1979), Architekt
- Horst Katzor (1918–1998), Oberbürgermeister der Stadt Essen
- Hans Joachim Kuhlmann (1919–2013), Bibliothekar
- Ernst Burghartz (1921–2008), Architekt
- Eckbert von Bohlen und Halbach (1922–1945), jüngstes Kind des Industriellen Gustav Krupp von Bohlen und Halbach
- Carl Gottfried Schmidt (1923–2003), Direktor der Inneren Klinik und Poliklinik des Universitätsklinikums Essen
- Heinz Wallberg (1923–2004), Chefdirigent der Essener Philharmoniker
- Antje Huber (1924–2015), deutsche Journalistin und Politikerin (SPD)
- Wolfram Gramowski (1924–1995), Literatur-Bearbeiter und -Übersetzer
- Franz-Josef Wehnes (* 1926), Pädagoge, Professor und Lehrstuhlinhaber in Essen
- Wilhelm Wiedenhoff (1926–1995), Kirchenmusiker, Landeskirchenmusikdirektor
- Walter Wimmer (1926–2015), Journalist, Redakteur und Herausgeber der Borbecker Nachrichten
- Friedhelm Gieske (1928–2021), Manager, Vorstandsvorsitzender der RWE AG
- Ralph Johannes (1929–2021), Architekt und Hochschullehrer
- Jürgen Dieter Waidelich (1931–1994), Generalintendant und Theaterwissenschaftler
- Margaret Klare (* 1932), Schriftstellerin
- Heinz Dohmen (* 1934), Architekt, Dombaumeister des Ruhrbistums
- Ernst Finkemeyer (1935–1981), Jurist, Politiker, Oberstadtdirektor
- Hanns-Peter Hüster (1935–2020), Kinobetreiber
- Peter Reuschenbach (1935–2007), Oberbürgermeister der Stadt Essen
- Wolf-Dieter Hauschild (1937–2023), Opernintendant des Aalto-Theaters, Dirigent der Essener Philharmoniker
- Nicolaus A. Huber (* 1939), Komponist und Hochschullehrer
- Jürgen Kolbe (1940–2008), Germanist, Schriftsteller und Kommunalpolitiker
- Ulrich Straeter (* 1941), Autor, Herausgeber und Verleger
- Ursula Bode (* 1942), Journalistin und Kunstkritikerin
- Johannes Brus (* 1942), Künstler
- Frank Baier (1943–2022), Sänger, Musiker und Liedermacher und -sammler
- Edna Brocke (* 1943), Judaistin
- Wolfgang Reiniger (* 1944), Oberbürgermeister der Stadt Essen
- Klaus Waller (* 1946), Journalist und Buchautor
- Walter Westrupp (* 1946), Betonbauer und Computergrafiker
- Ilse Straeter (* 1947), Malerin und Grafikerin
- Norbert Thomas (* 1947), bildender Künstler
- Georg Dücker (* 1949), Dirigent, Komponist und Musikpädagoge
- Marianne Menze (* 1949), Kinobetreiberin
- Stefan Soltész (1949–2022), Intendant des Aalto-Musiktheaters, Generalmusikdirektor
- Harro Bode (* 1951), Segler
- Thomas Goritzki (* 1952), Schauspieler und Theaterregisseur
- Moni van Rheinberg (1952–2006), bildende Künstlerin
- Albert Ritter (* 1953), Schausteller
- Klaus Wisotzky (* 1953), Leiter des Hauses der Essener Geschichte/Stadtarchiv von 1995 bis 2019
- Reinhard Paß (* 1955), Oberbürgermeister der Stadt Essen
- Jürgen Paas (* 1958), Maler und Bildhauer
- Tatjana Clasing (* 1964), Schauspielerin
- Theo Pointner (* 1964), Schriftsteller
- Dirk Gion (* 1965), Moderator, Regisseur und Stunt-Koordinator
- Jörg Wilhelm Schirmer (* 1965), Maler und Bildhauer
- Jamiri (* 1966), Comiczeichner und -autor
- Claudia Kauertz (* 1967), Leiterin des Hauses der Essener Geschichte/Stadtarchiv seit 2019
- Oliver Bierhoff (* 1968), Fußballspieler und -manager
- Honke Rambow (* 1968), Musiker, Autor und Publizist
- Hagen Rether (* 1969), Kabarettist
- Addys Mercedes (* 1973), Sängerin und Songwriterin
- Andreas Timm (* 1974), Sportler
- Thomas Cichon (* 1976), Fußballspieler
- Issam Aledrissi (* 1984), Fußballspieler
- Caroline Ruhnau (* 1984), Schwimmerin
- Kerstin Vogel (* 1985), Schwimmerin
- KC Rebell (* 1988), Rapper